# Beckum
Die Stadt Beckum (plattdeutsch Biäkem) ist eine mittlere kreisangehörige Stadt im Kreis Warendorf in Nordrhein-Westfalen und hat etwa 37.000 Einwohner.
Beckum ist Namensgeber für einen kleinen Höhenzug im Münsterland, die Beckumer Berge.

## Geografie

### Ausdehnung des Stadtgebiets

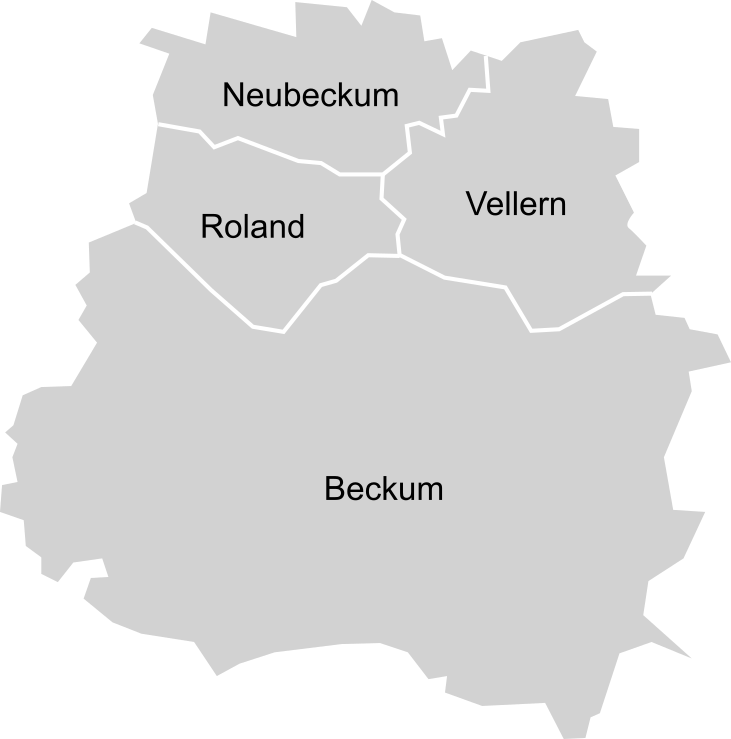
Ortsteilkarte von Beckum

Das Gebiet der Stadt Beckum besitzt eine Nord-Süd-Ausdehnung von 12,8 km und eine Ost-West-Ausdehnung von 12,3 km. Die Höhe ü. NN liegt im Bereich von 84,5 bis 164 m.

### Nachbargemeinden
Im Uhrzeigersinn im Norden beginnend grenzt Beckum an Ennigerloh, Oelde, Wadersloh, Lippetal und Ahlen. Die südliche Grenze des Stadtgebietes ist zugleich die Grenze zum Kreis Soest und zum Regierungsbezirk Arnsberg.

### Stadtgliederung
Beckum besteht aus den vier Stadtteilen (Stand 2018):
- Beckum (24.642)
- Neubeckum  (10.687)
- Vellern (1.083)
- Roland (1.065)

### Mittelpunkt Westfalens
Je nach verwendeter Berechnungsgrundlage liegt der Mittelpunkt Westfalens südlich der Stadt Beckum in der Bauerschaft Unterberg an der Grenze zu Lippborg, Gemeinde Lippetal, oder bereits in Lippborg.

## Geschichte

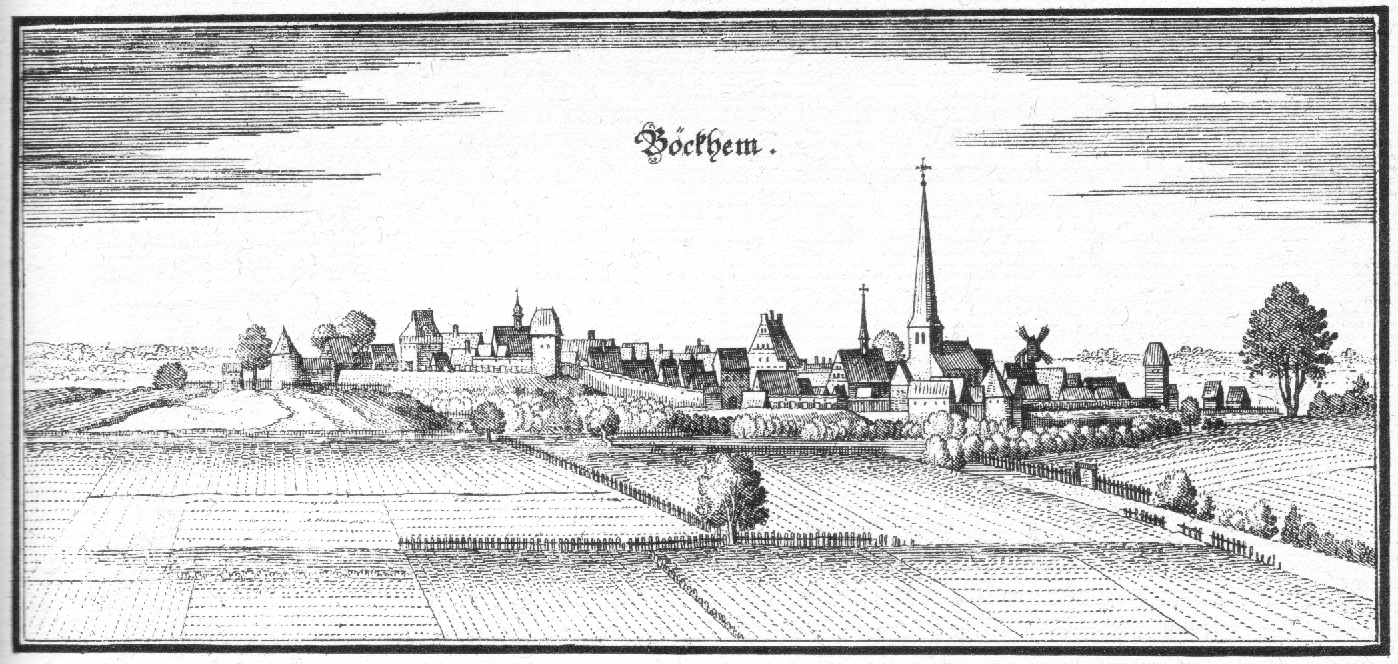
Beckum 1647. Kupferstich der Stadtansicht Beckums von Matthäus Merian.

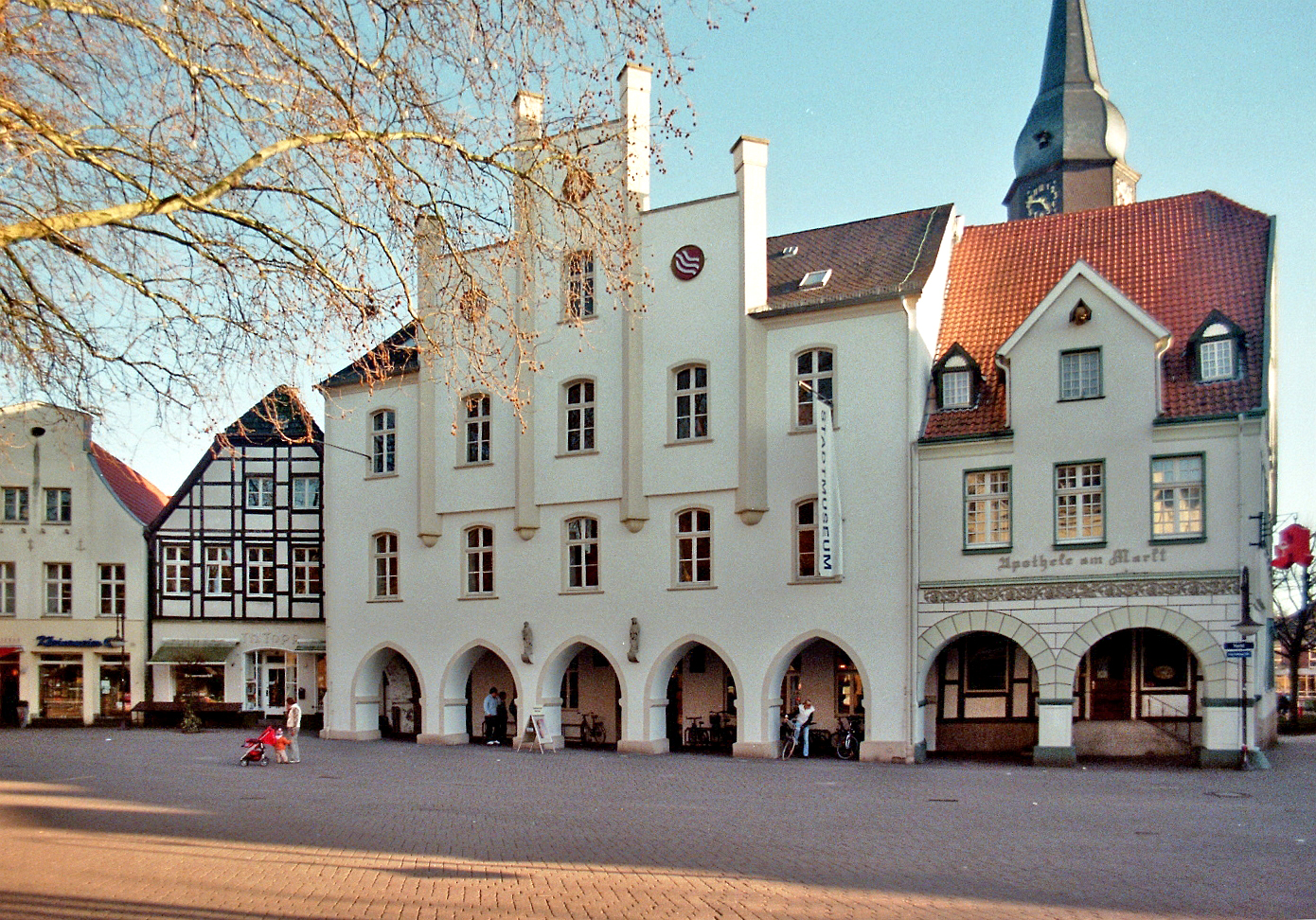
Das ehemalige Rathaus und heutige Stadtmuseum von Beckum

Der Marktplatz von Beckum

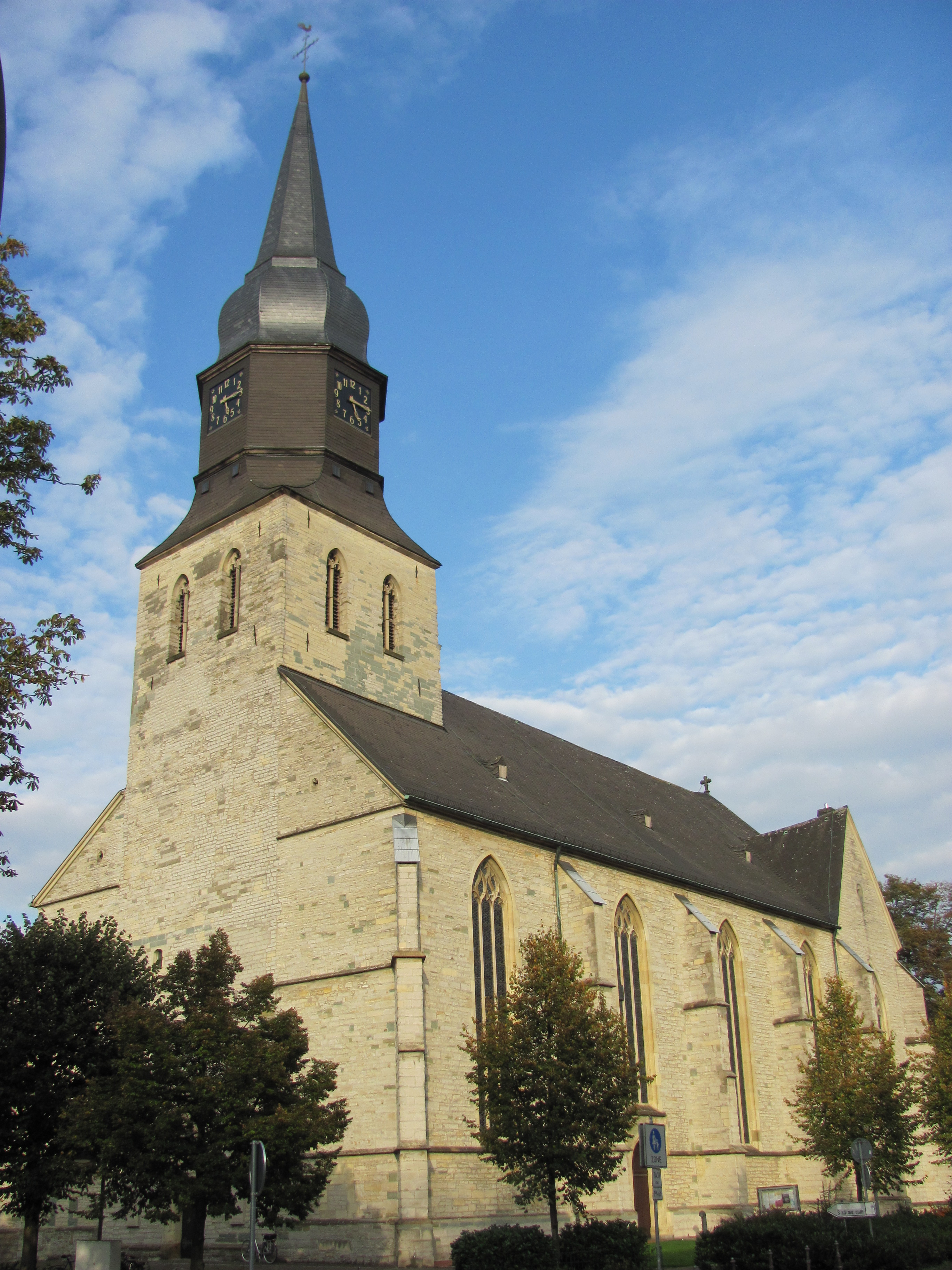
Beckum (St. Stephanus), Blick von Südwesten

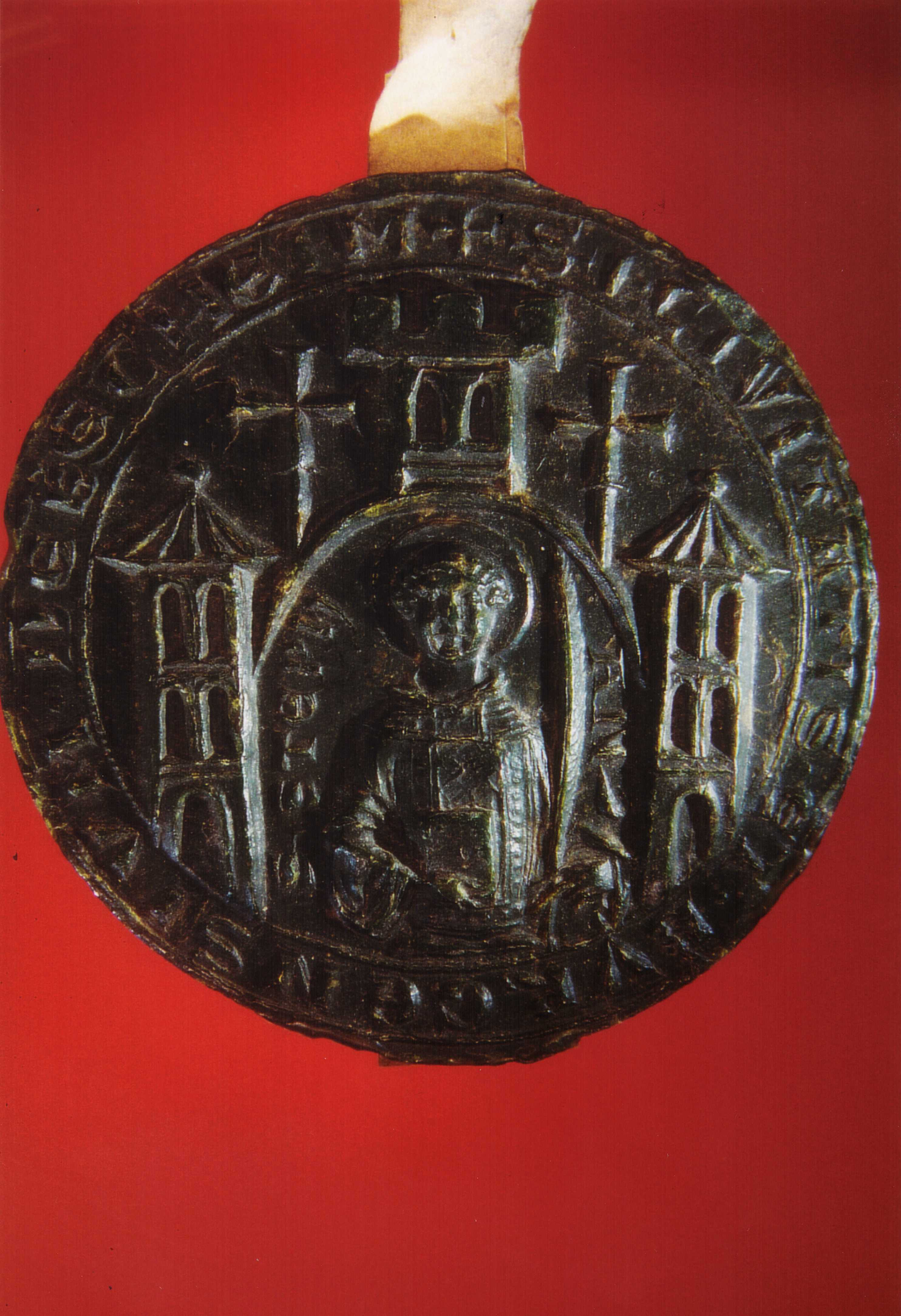
Großes Siegel der Stadt Beckum
1339 Juli 6 (Kl. Marienfeld Urk. 634)

Die frühesten Zeugnisse menschlicher Besiedlung im Raum Beckum stammen aus der Jungsteinzeit, aus der das Galeriegrab von Beckum-Dalmer südlich der Stadt erhalten geblieben ist. Im frühen Mittelalter war die Gegend um Beckum von Germanenstämmen besiedelt. Davon zeugen mehrere Grabfunde aus der Zeit von 600–800 n. Chr., sowie eine Wallanlage südlich von Beckum. 1959 wurde bei Bauarbeiten ein Fürstengrab freigelegt. In ihm fand man reiche Grabbeilagen, wie Pferdeskelette und kostbare Waffen.
Beckum wurde im Jahre 1134 erstmals als parrochia Bikeheim urkundlich erwähnt und im Jahr 1224 erstmals als Stadt bezeichnet. Der Name leitet sich vom Namen Beckhem (Bachheim oder Heim an Bächen) ab, was auf den Zusammenfluss von drei Bächen im Stadtgebiet zurückzuführen ist. Die drei Bäche Kollenbach, Siechenbach und Lippbach, wiedergegeben im Wappen der Stadt, ergeben die Werse, die damit in Beckum ihren Ursprung hat. Die Stadt wurde zum Schutz gegen feindliche Truppen und Überfälle anderer Städte im Mittelalter mit einer Mauer umgeben. Auch die Feldmark, der landwirtschaftlich genutzte Bereich im Umfeld der Stadt, wurde von einer doppelten bis dreifachen Wallanlage geschützt. Ergänzt wurden die Befestigungsanlagen durch vier Stadttore und 22 Wachtürme, von denen ein Wehrturm der Stadtmauer und die so genannte Soestwarte erhalten geblieben ist. Letztere steht Besuchern heute als Aussichtsturm zur Verfügung und erlaubt durch ihre Lage auf dem Höxberg einen weiten Blick ins Umland.
Der Legende nach soll Beckum identisch mit der Stadt Schilda sein, der Heimat der Schildbürger (Beckumer Anschläge).
Durch eine strategisch günstige Lage an der Kreuzung zweier Handelswege kam Beckum bereits im Mittelalter zu einigem Reichtum. Zahlreiche Kaufleute und Handwerker ließen sich in der durch eine Mauer befestigten Stadt nieder. Im späteren Mittelalter wurde Beckum Mitglied der Hanse. Die erste Erwähnung dieser Handelsbeziehungen stammt aus dem Jahr 1433.
Im Zusammenhang mit dem sogenannten Spanischen Winter 1598/99 wurde Beckum von spanischen Truppen unter dem Oberbefehl von Admiral Mendoza eingenommen. Im Dreißigjährigen Krieg wurde die Stadt ebenfalls mehrfach besetzt und geplündert.
Durch diese Kriege, Seuchen (Pest 1635) und verheerende Brände (1655, 1657 und 1734), bei denen ein großer Teil der Stadt zerstört wurde, verarmte die Stadt. Ab dem 17. Jahrhundert bis ins Jahr 1942 ist eine dauerhafte jüdische Gemeinde in Beckum nachweisbar.
Erst ab dem 19. Jahrhundert erholt sich die Wirtschaft allmählich. Im Jahr 1872 wurde in Beckum ein erstes Zementwerk erbaut, worauf noch zahlreiche weitere folgten. Die günstigen Rohstoffvorkommen (Mergel), die Nähe zum Ruhrgebiet und der Anschluss an die neue Stammstrecke der Köln-Mindener Eisenbahn-Gesellschaft im Jahr 1847 ließen Beckum zu einem der bedeutendsten Zementreviere der Welt werden. Heute gibt es noch zwei große Zementwerke in Beckum: LafargeHolcim WestZement GmbH und Phoenix Zementwerke Krogbeumker GmbH & Co. KG.
Gegen Ende des 19. Jahrhunderts kam außerdem noch der Abbau von Strontianit als Wirtschaftszweig hinzu. Zu dieser Zeit galt das Münsterland als einzige Lagerstätte für Strontianit weltweit. Das Mineral wurde in der Zuckerindustrie als Katalysator zur Melasse-Entzuckerung benötigt. Allerdings hielt die Nachfrage nach Strontianit nur ein paar Jahre an. Nachdem der billigere Coelestin als Ersatzstoff zum Einsatz kam, stellten die meist kleinen Gruben ihren Betrieb ein.
Die durch die aufblühende Zementindustrie und die entstehenden Sekundärgewerbe immer stärker wachsende Stadt erhielt im Jahr 1900 ein städtisches Elektrizitätswerk. 1908 beschloss der Kreistag Beckum die Errichtung einer zentralen Wasserversorgung, worauf bis 1910 das Wasserwerk Vohren an der Ems und ein Wasserturm in Beckum erbaut wurden. Ab 1909 folgte innerhalb von fünf Jahren die Errichtung einer Kanalisation samt Kläranlage.
Während der Novemberpogrome 1938 zerstörten in SA- und SS-Angehörige in Zivil jüdische Wohn- und Geschäftshäuser; ein jüdischer Bewohner starb an den Folgen der Misshandlungen. Die Inneneinrichtung der Synagoge und die jüdische Schule wurden zerstört. Auf dem jüdischen Friedhof wurden Grabsteine umgeworfen und zertrümmert. Die letzten beiden jüdischen Bürger Beckums wurden im Juli 1942 in das Ghetto Theresienstadt deportiert. Mindestens 60 jüdische Bürger wurden während des Holocaust ermordet.
Die Stadt Beckum blieb im Zweiten Weltkrieg weitestgehend von der Zerstörung durch Bombenangriffe verschont. Am 1. April 1945 wurde die Stadt durch den Kommandanten Rudolf Dunker kampflos an die vorrückenden amerikanischen Streitkräfte übergeben. In der Stadt gibt es auch einige Bunkeranlagen, die gelegentlich zur Besichtigung geöffnet sind.
In der Zeit von 1816 bis 1974 war Beckum Kreisstadt (siehe Kreis Beckum); es verlor diesen Status mit dem Münster/Hamm-Gesetz (§ 53) jedoch an Warendorf. Das ehemalige Kfz-Kennzeichen BE ist seit April 2014 wieder erhältlich.

### Eingemeindungen
Am 1. Juli 1969 wurden die Gemeinden Kirchspiel Beckum und Vellern durch § 10 Soest/Beckum-Gesetz eingemeindet. Am 1. Januar 1975 kam mit § 15 Münster/Hamm-Gesetz Neubeckum hinzu.

### Archiv
Das Archiv der Stadt Beckum liegt im Kreisarchiv Warendorf. Der Heimat- und Geschichtsverein betreut im ehemaligen Dormitorium ein Heimat- und Familienarchiv.

### Einwohnerstatistik
| Jahr | Einwohner |
| ---- | --------- |
| 1965 | 36.263    |
| 1970 | 37.991    |
| 1975 | 38.375    |
| 1980 | 37.903    |
| 1985 | 36.725    |
| 1990 | 36.772    |
| 1995 | 38.166    |
| 2000 | 37.916    |
| 2005 | 37.472    |
| 2008 | 36.965    |

| Jahr | Einwohner |
| ---- | --------- |
| 2009 | 36.764    |
| 2010 | 36.736    |
| 2011 | 36.106    |
| 2012 | 36.062    |
| 2013 | 35.909    |
| 2014 | 36.135    |
| 2015 | 36.560    |
| 2016 | 36.729    |
| 2017 | 36.689    |
| 2018 | 36.646    |

| Jahr | Einwohner |
| ---- | --------- |
| 2019 | 36.815    |
| 2020 | 36.637    |
| 2021 | 36.737    |
| 2022 | 37.333    |

Quelle: Landesdatenbank NRW

### Konfessionsstatistik
Von den Einwohnern (Stand Dezember 2018) waren 50,6 % (19.988) römisch-katholisch, 18,4 % (6.897) evangelisch und 31 % waren konfessionslos, gehörten einer anderen Religionsgemeinschaft an oder machten keine Angabe.

## Politik

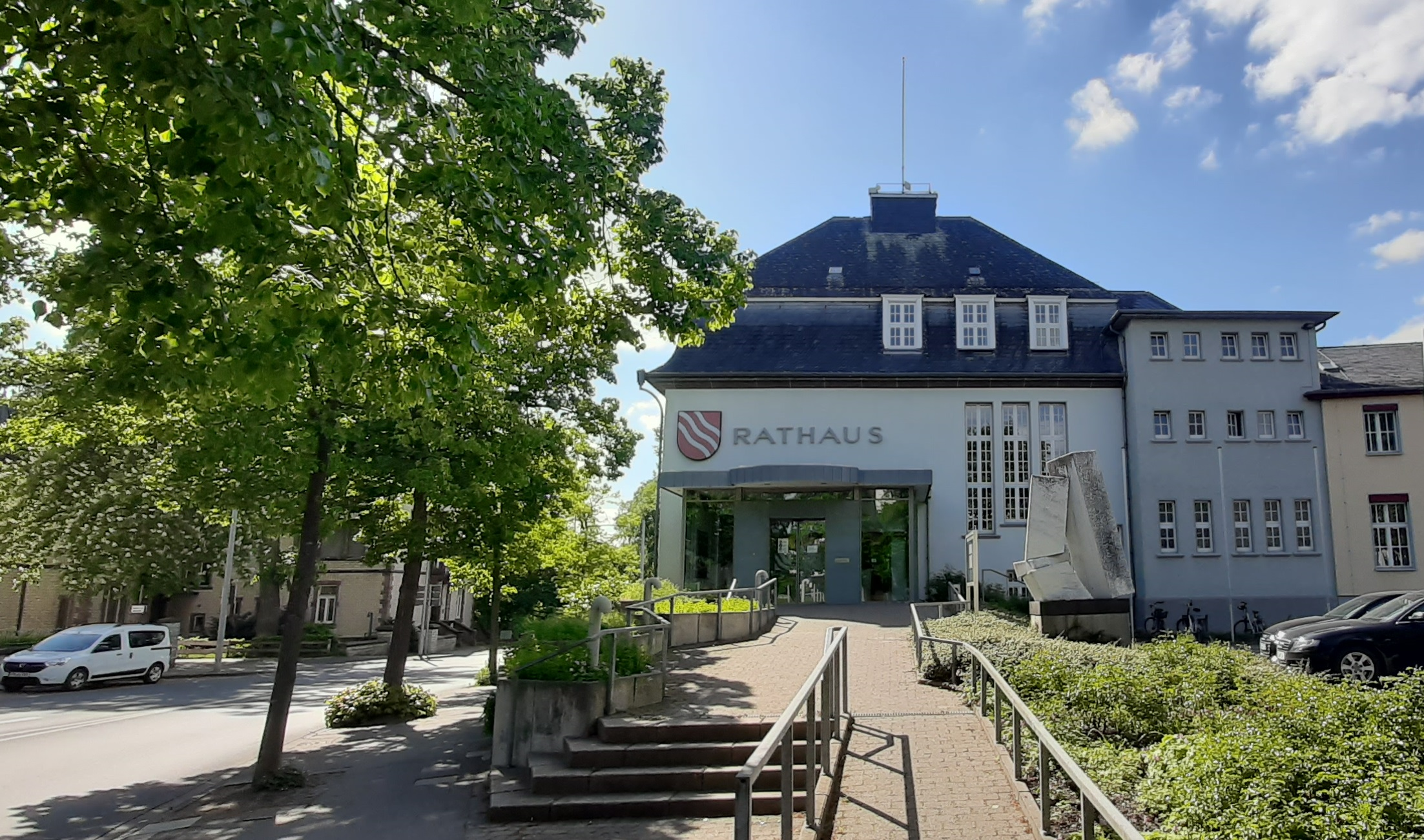
Das Rathaus

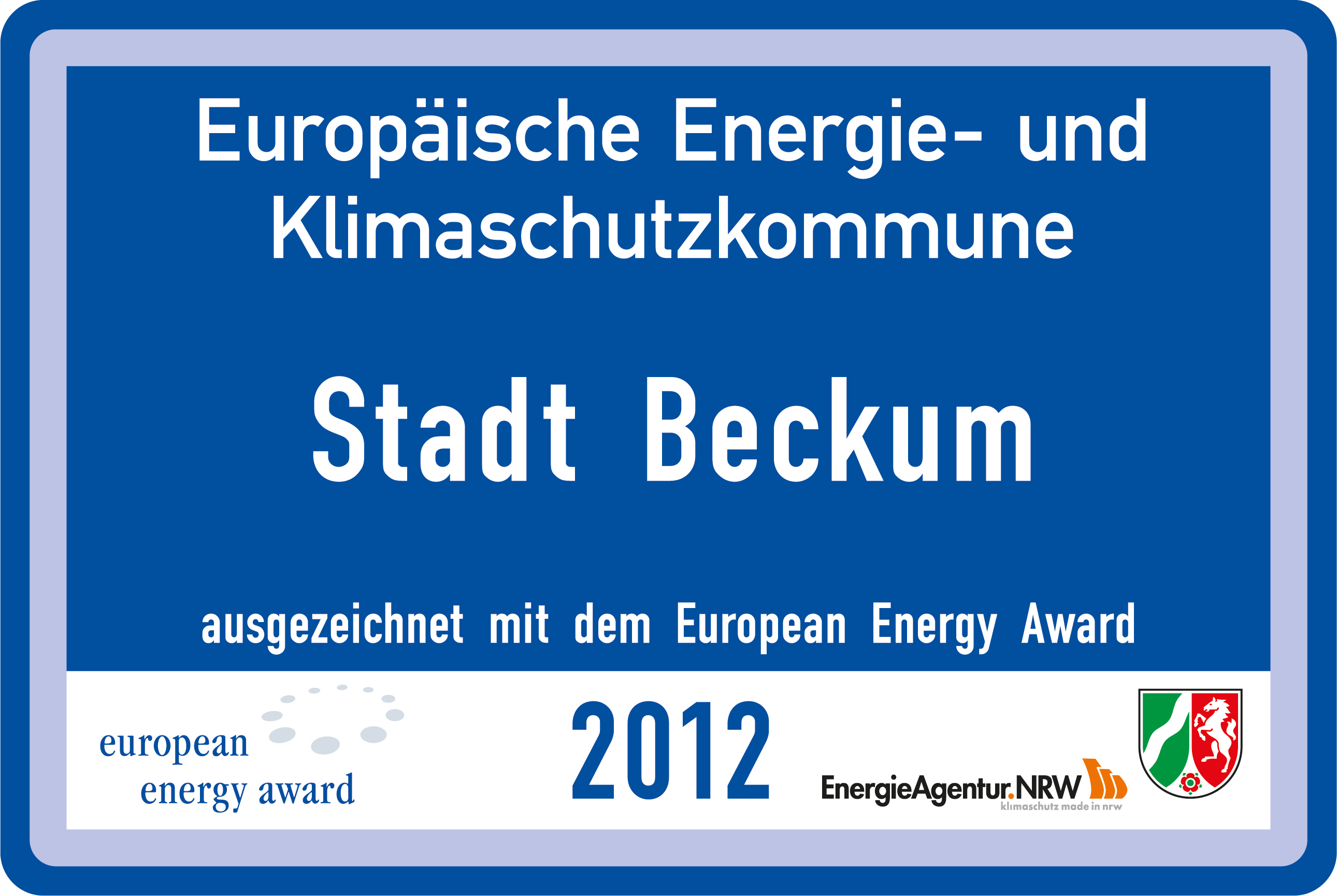

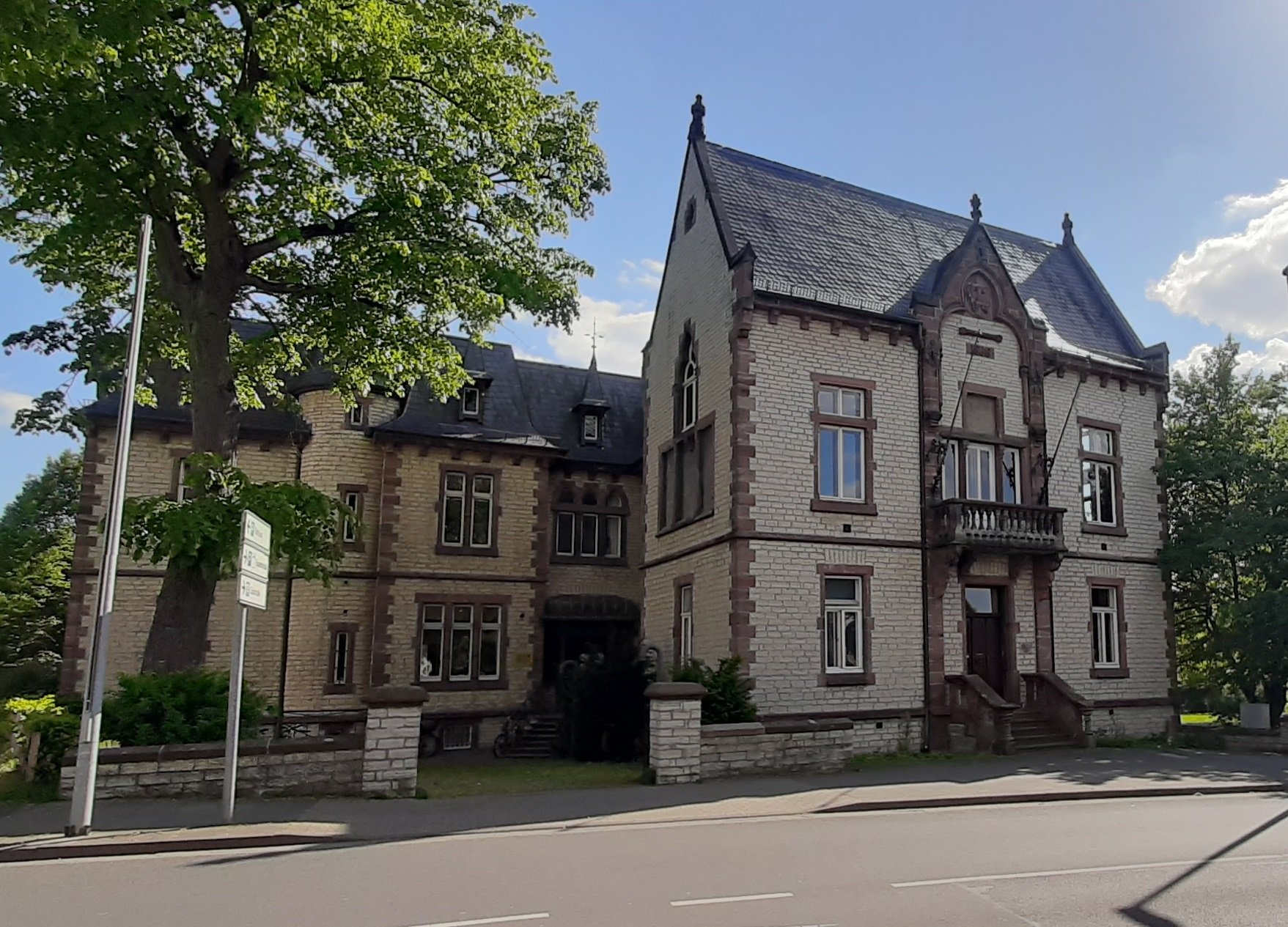
Kreisständehaus

### Bürgermeister
Amtierender Bürgermeister ist seit 2020 Michael Gerdhenrich (parteilos). Derzeitige Stellvertreter sind Rudolf Grothues (SPD), Theresia Gerwing (CDU) und Angelika Grüttner-Lütke (GRÜNE).

### Stadtrat
|                        | 20232 | 20232 | 2020  | 2020 | 20151 | 20151 | 2014  | 2014 | 2009  | 2009 | 2004  | 2004 | 1999  | 1999 | 1994  | 1994 |
| Partei                 | Sitze | %     | Sitze | %    | Sitze | %     | Sitze | %    | Sitze | %    | Sitze | %    | Sitze | %    | Sitze | %    |
| ---------------------- | ----- | ----- | ----- | ---- | ----- | ----- | ----- | ---- | ----- | ---- | ----- | ---- | ----- | ---- | ----- | ---- |
| CDU                    | 14    | 37,4  | 14    | 37,4 | 14    | 37,5  | 14    | 37,5 | 15    | 38,0 | 18    | 42,3 | 19    | 44,8 | 14    | 33,3 |
| SPD                    | 11    | 32,5  | 12    | 32,5 | 14    | 36,0  | 14    | 36,0 | 12    | 31,2 | 12    | 28,3 | 13    | 31,6 | 15    | 35,1 |
| GRÜNE                  | 8     | 17,3  | 07    | 17,3 | 04    | 10,4  | 04    | 10,4 | 04    | 11,3 | 04    | 09,4 | 03    | 06,6 | 03    | 07,4 |
| FWG                    | 3     | 07,5  | 03    | 07,5 | 03    | 08,6  | 03    | 08,6 | 04    | 11,7 | 05    | 13,2 | 05    | 12,2 | 09    | 21,5 |
| FDP                    | 2     | 05,4  | 02    | 05,4 | 03    | 04,8  | 02    | 04,8 | 03    | 07,8 | 03    | 06,1 | 02    | 04,9 | 0     | 02,7 |
| Piraten                | —     | —     | —     | —    | 0     | 02,6  | 01    | 02,6 | —     | —    | —     | —    | —     | —    | —     | —    |
| Wahlbeteiligung (in %) | —     | —     | 49,7  | 49,7 | —     | —     | 45,6  | 45,6 | 49,3  | 49,3 | 56,4  | 56,4 | 54,4  | 54,4 | 81,8  | 81,8 |

1 Nach dem Wechsel eines Piraten in die FDP.
2 Nach dem Wechsel einer SPD-Abgeordneten zu den Grünen.

### Wappen
In Rot drei schräge weiße Wellenbalken.
Die drei Wellenbalken sind redendes Symbol des Ortsnamens Beckum = Bekehem = Bachheim und stehen für die drei Bäche Kollenbach, Siechenbach und Lippbach, die nach ihrem Zusammenfluss in Beckum die Werse bilden (neu bestätigt am 26. März 1976).

### Städtepartnerschaften
Heringsdorf, Mecklenburg-Vorpommern, Deutschland
La Celle Saint-Cloud, Frankreich
Grodków (Grottkau), Oberschlesien, Polen

Aufgrund der langjährigen Städtepartnerschaften und den damit verbundenen Bestrebungen zur Vertiefung des europäischen Gedankens wurde der Stadt Beckum durch den Europarat im Jahr 2003 das sogenannte Europadiplom, zwei Jahre später die Ehrenfahne und 2010 die Ehrenplakette überreicht.
Außerdem besteht eine Patenschaft zwischen der Stadt Beckum und der Bundesvereinigung der Grottkauer e. V., heute Grodków.
Nachdem Beckum bereits im Mittelalter entsprechende Handelsverbindungen besaß, ist die Stadt heute Mitglied in der Neuen Hanse und im Westfälischen Hansebund.

### Umweltpolitik und Nachhaltigkeit
Mit dem Ziel, seine Treibhausgas-Emissionen und den Energieverbrauch nachhaltig zu senken, hat sich die Stadt Beckum im Jahre 2016 dem Verbund der Masterplan-Kommunen angeschlossen. Im selben Jahr trat man auch der Kampagne Fairtrade-Towns bei.

## Kultur und Sehenswürdigkeiten

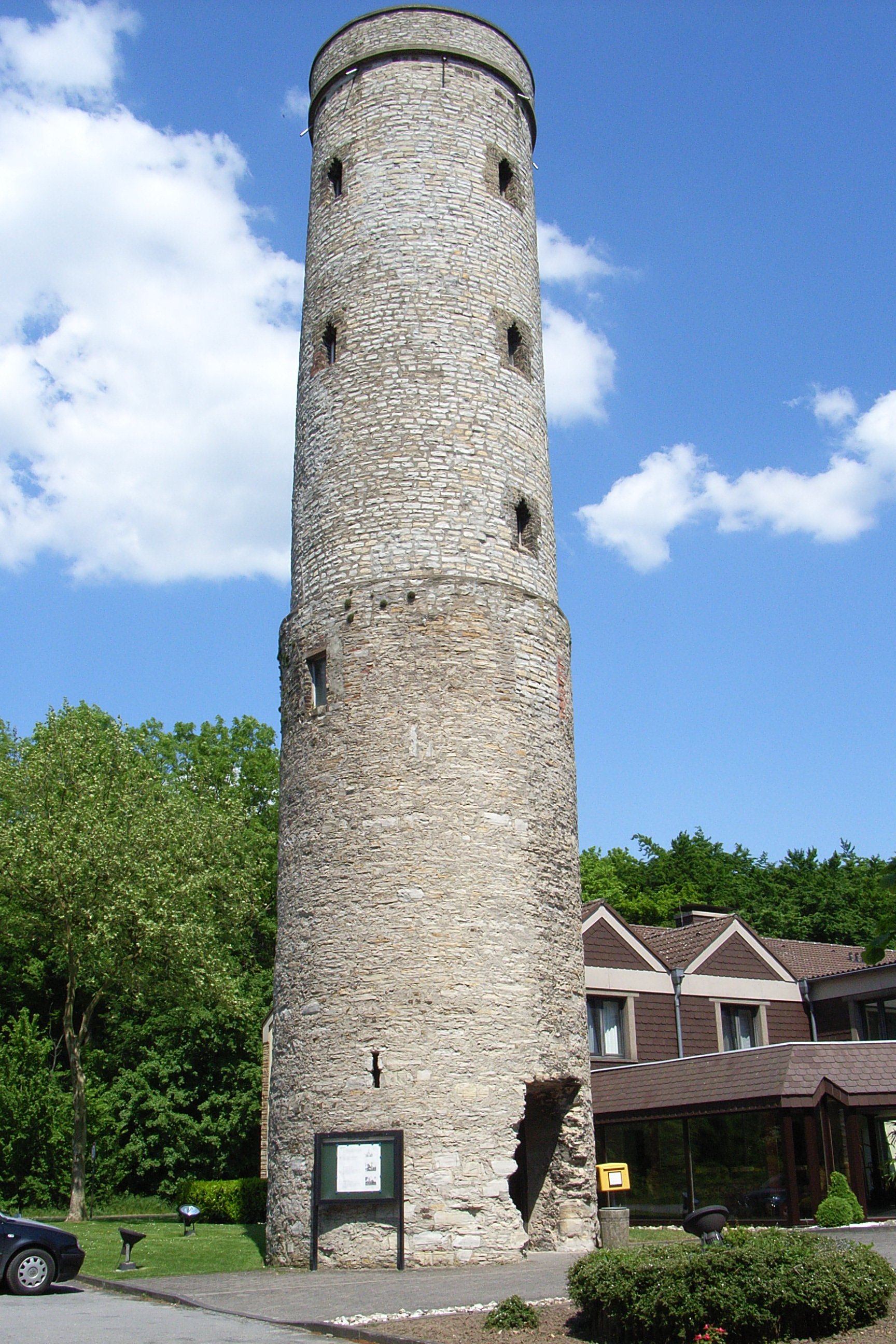
Aussichtsturm Soestwarte auf dem Höxberg

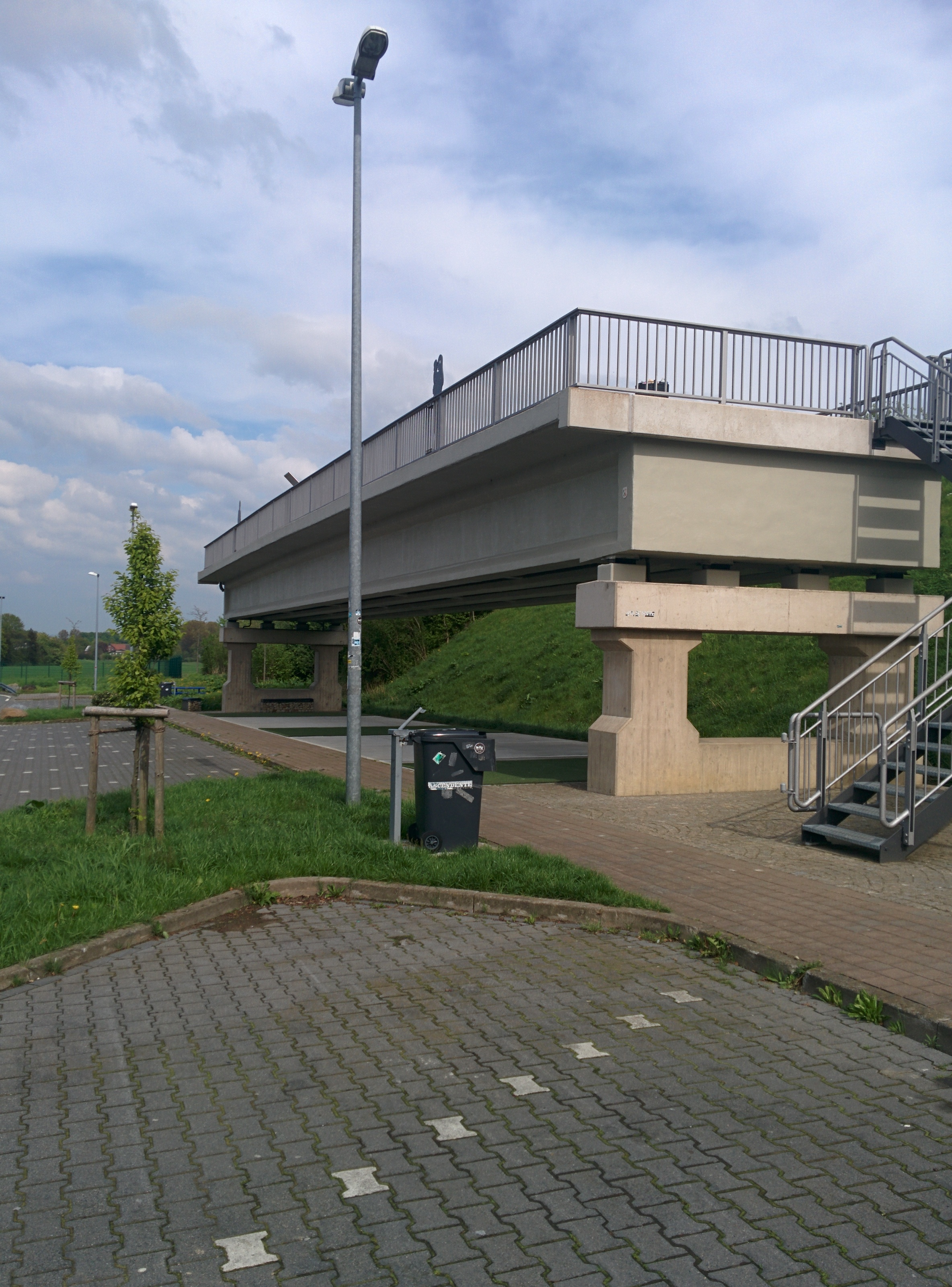
Spannbetonbrücke an ihrem neuen Standort auf dem Parkplatz der Raststätte Vellern

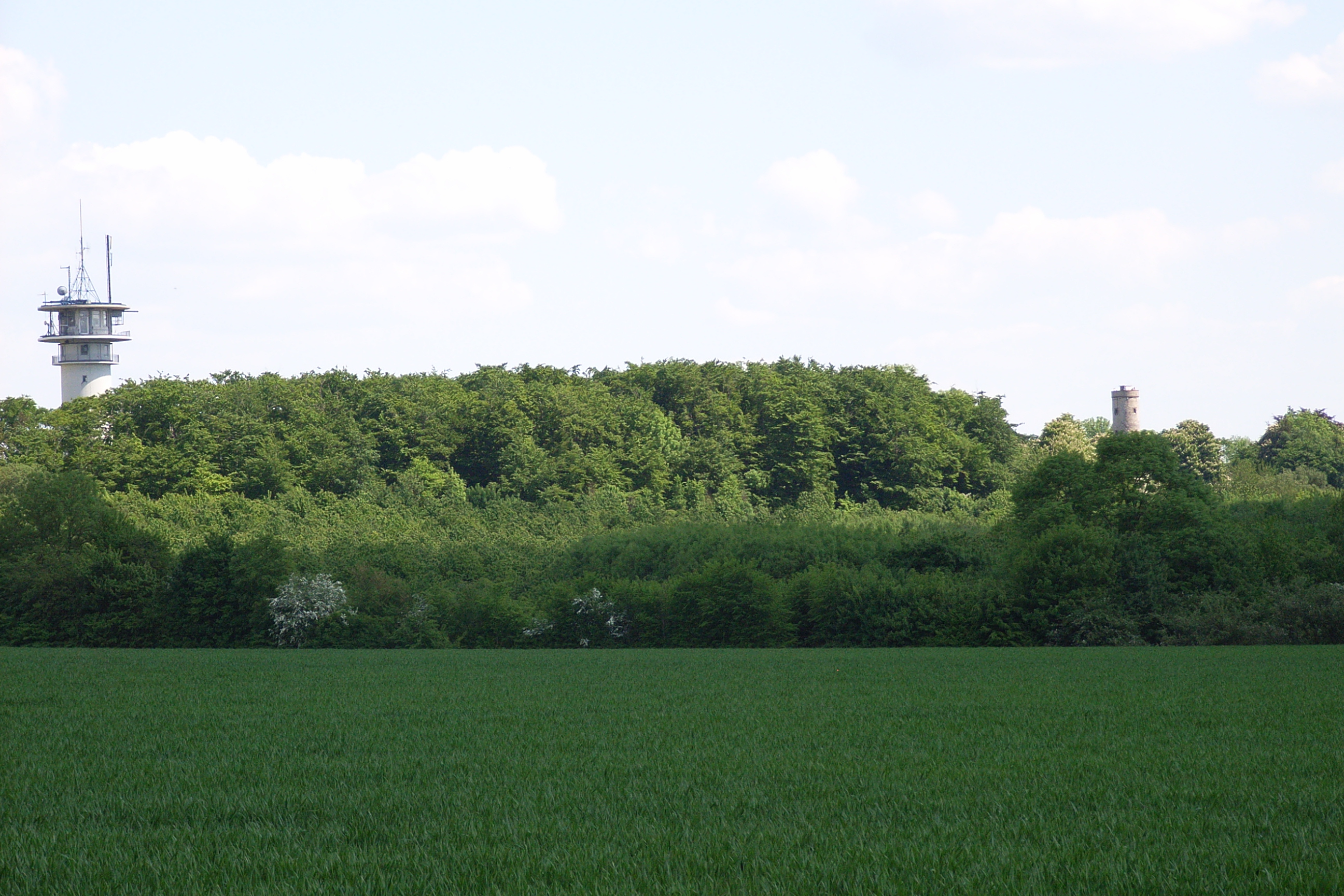
Fernmeldeturm (links) und Soestwarte (rechts)

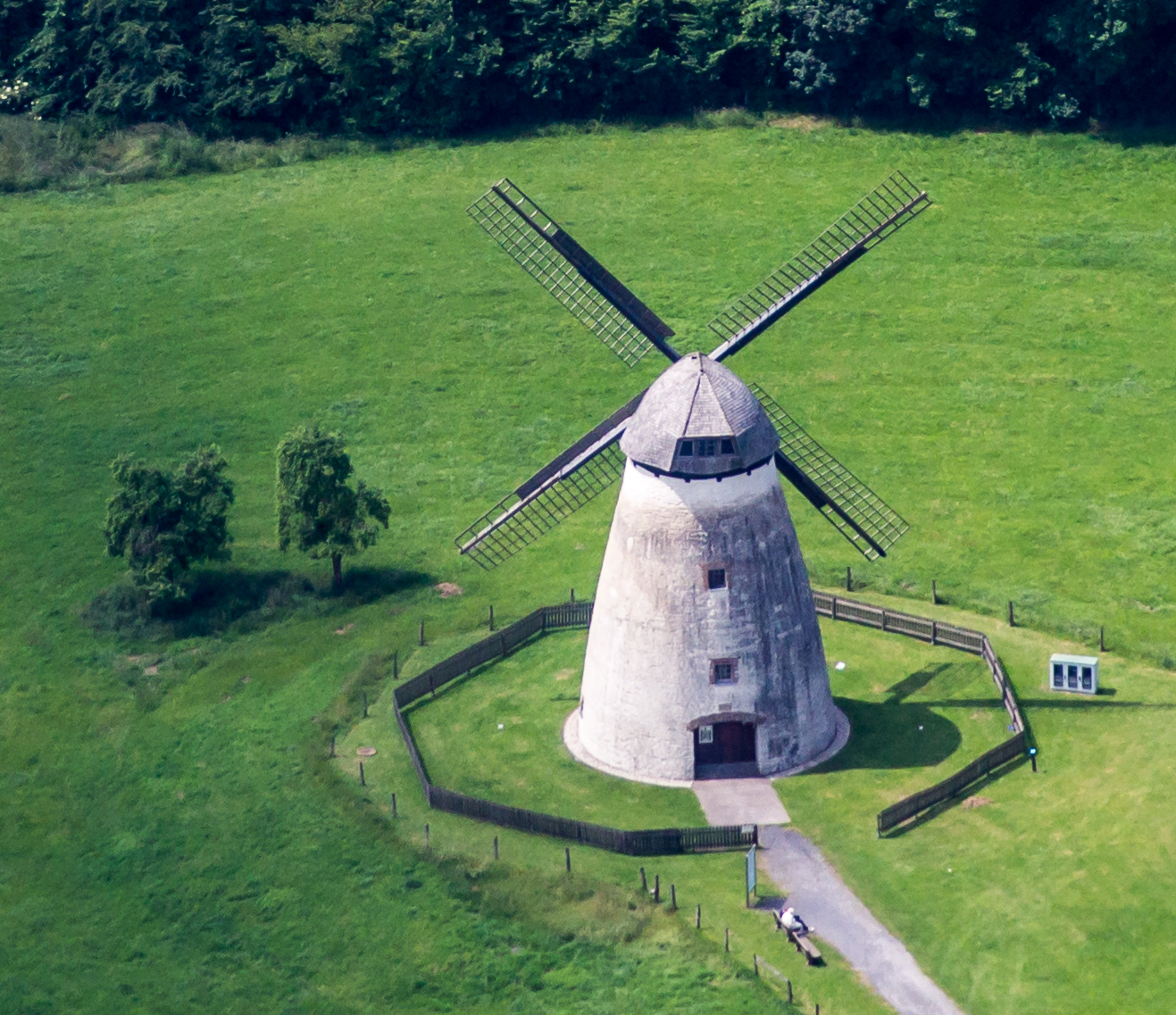
Windmühle am Höxberg (Luftbild, 2014)

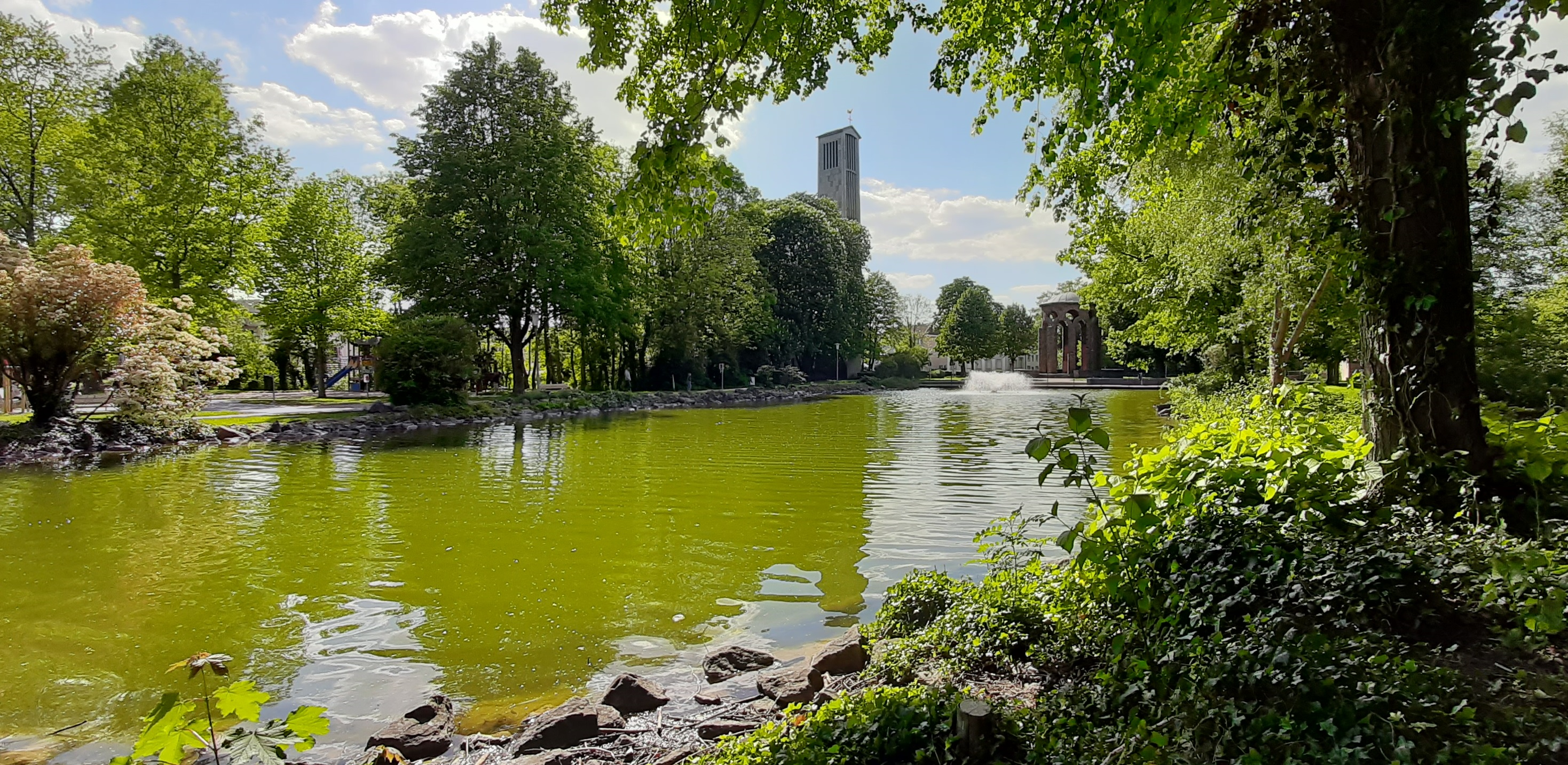
Teich im Westenfeuermarkt mit Kriegerdenkmal

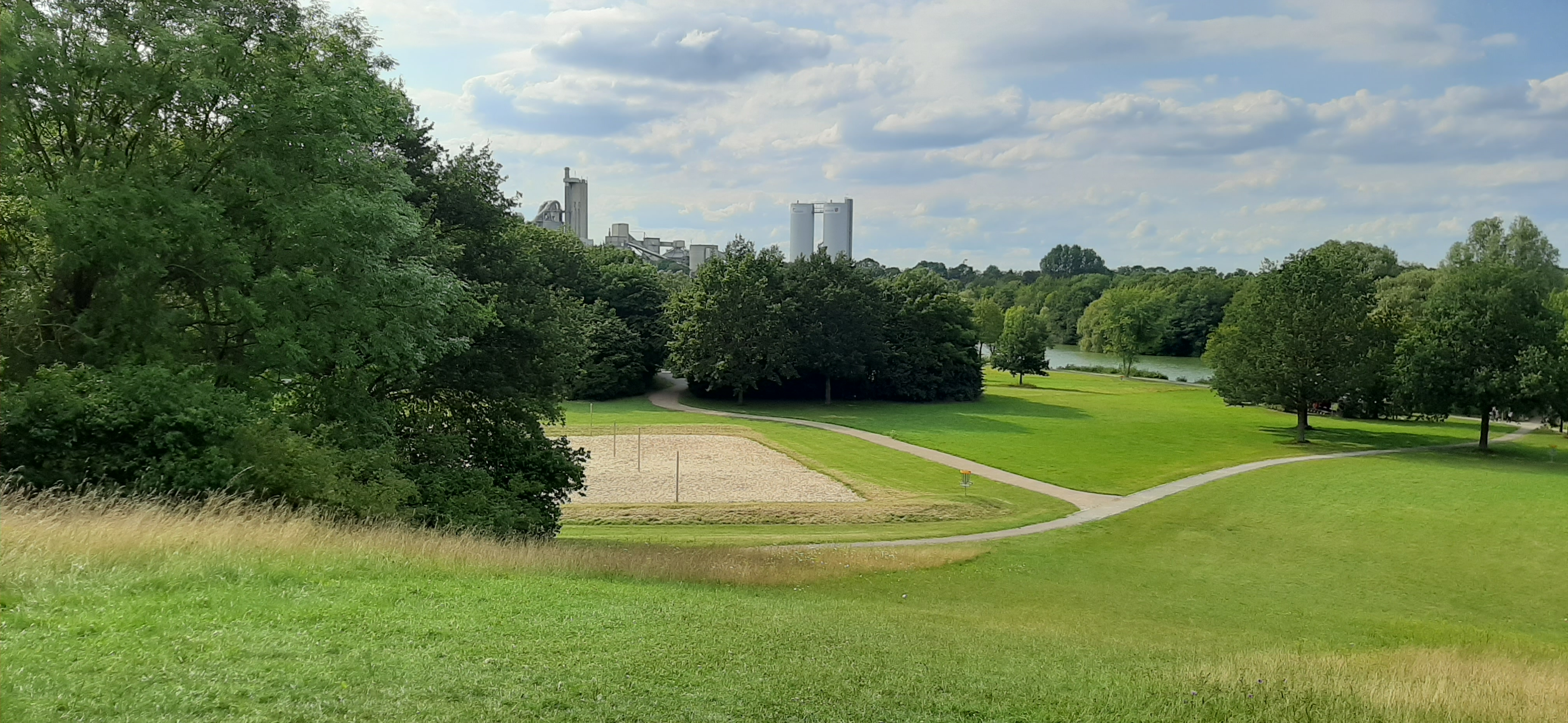
Aktivpark Phönix mit Blick auf See und Zementwerk am Kollenbach

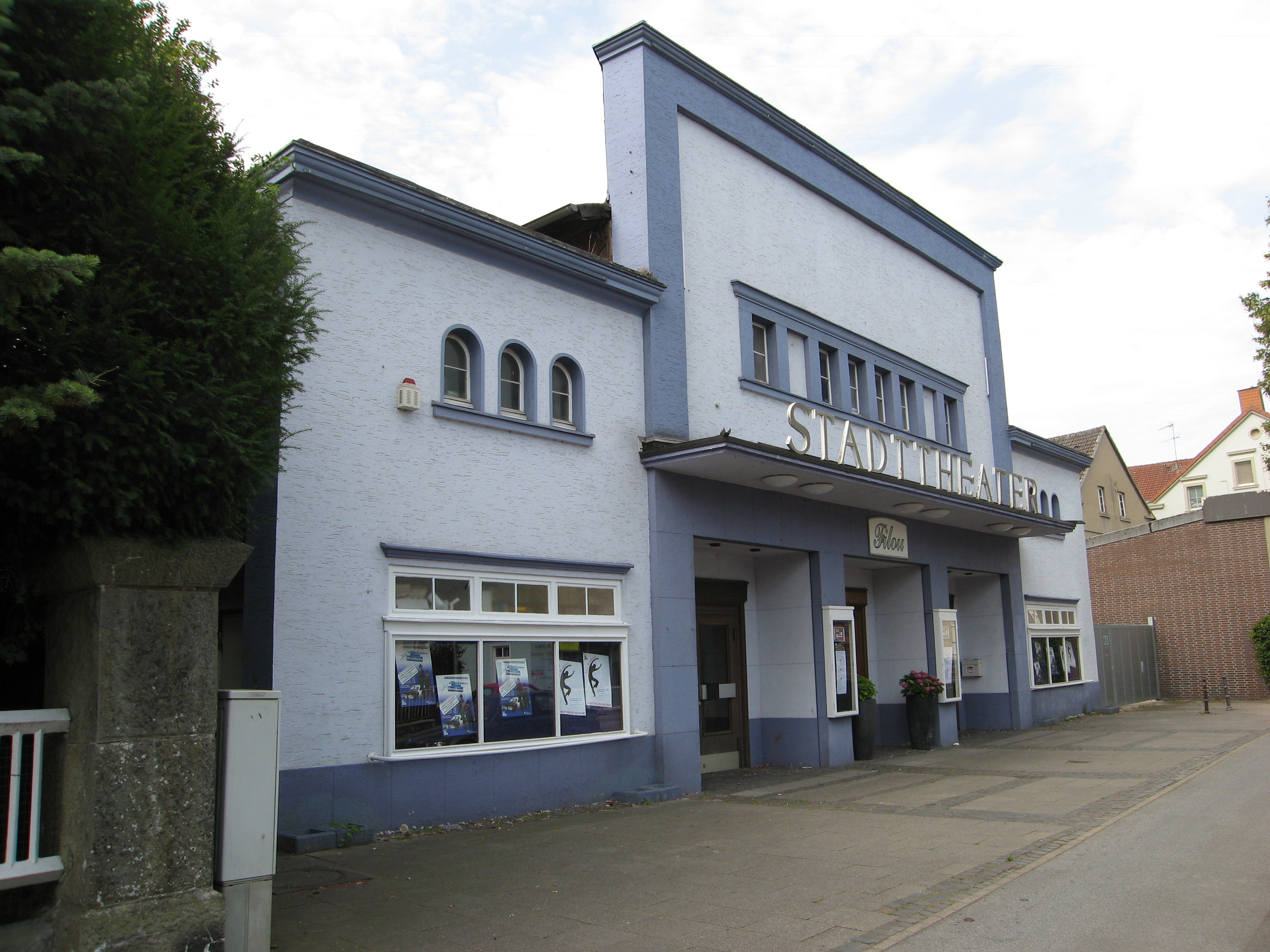
Stadttheater Beckum

### Bauwerke
Beckum hat einige architektonische und kunsthistorische Sehenswürdigkeiten.
- Im Stadtzentrum, direkt am Marktplatz, steht das 1441 urkundlich erstmals erwähnte Alte Rathaus, dem wohl ein kleineres Bauwerk aus dem 13. Jahrhundert vorausging. Es dürfte im Kern noch aus dem 15. Jahrhundert stammen. Der ursprünglich traufständige Bau mit seitlichen Treppengiebeln und spitzbogigen Arkaden wurde 1879 um ein Geschoss erhöht. Seinerzeit entstand auch der neugotische Stufengiebel, der 1937 wesentlich vereinfacht wurde. An der Marktfassade finden sich die Kopien zweier Steinplastiken der Stadtpatrone St. Stephanus und St. Sebastian. Die vermutlich aus dem Umkreis des Heinrich Brabender stammenden Originale (um 1500 geschaffen) sind heute im Inneren untergebracht. Seit 1986 befindet sich hier das Stadtmuseum. Westlich schließt sich an das Rathaus unmittelbar das einstige Stadtkellergebäude an, das ebenfalls mit einem Bogengang versehen ist. Es beherbergt heute die Apotheke am Markt.

- Hinter dem Rathaus liegt die Propsteikirche St. Stephanus (heutige Gestalt aus dem 13. Jahrhundert). Diese größte Kirche Beckums beherbergt den Prudentiaschrein, den bedeutendsten sakralen Schatz der Stadt. Es handelt sich dabei um ein goldenes Reliquiar aus den 1230er Jahren. Ursprünglich den Kirchenpatronen Stephanus und Sebastian sowie auch Fabian gewidmet, wurden 1881 die Reliquien der Märtyrerin Prudentia in ihn überführt, seither auch der Name. Der Schrein ist der wohl wertvollste seiner Art in ganz Westfalen.[23] Von Bedeutung ist auch die historische Klaisorgel mit 60 Registern (pneumatische Kegelladenorgel von 1913; restauriert 1984 durch die Fa. Stockmann, erneute Renovierung 2012 durch die Erbauerfirma Klais anlässlich des hundertjährigen Jubiläums im Jahr 2013). Erwähnenswert ist zudem das zwölfstimmige Geläut im Turm der Propsteikirche, das durch zwei Uhrschlagglocken in einer Turmgaube und einem Glockenspiel (zwölfstimmig) ergänzt wird.

- An der Südstraße (Nr. 21) finden sich die Reste des ehemaligen Augustinerinnenklosters Blumenthal. Ursprünglich westlich vor den Toren der Stadt gelegen, wurde es 1451 in die Stadt verlegt. 1463 wurde die Kapelle geweiht. Beim großen Stadtbrand von 1657 wurde der gesamte Klosterkomplex fast völlig vernichtet. 1814 wurde das Kloster endgültig aufgehoben. Von den ab 1845 abgebrochenen Gebäuden blieb nur noch das einstige Dormitorium stehen, das von 2007 bis 2009 renoviert und seit dem 15. August 2009 als Heimat- und Familienarchiv genutzt wird.

- Die ehemalige Posthalterei am Eingang der Nordstraße entstand 1857/58. Der spätklassizistische Bau mit dreiachsigem Mittelrisalit und Freitreppe wurde 1980/81 umfassend restauriert.

- Aufgrund dreier Stadtbrände (1655, 1657 und 1734) blieben in der Innenstadt nur wenige ältere Wohnbauten erhalten. Das Haus Linnenstraße 7 (Gaststätte Ackerbürgerhaus), ein Fachwerk-Dielenhaus aus der zweiten Hälfte des 17. Jahrhunderts, stammt unmittelbar aus der Zeit nach den beiden ersten großen Bränden. Die meisten anderen Vertreter dieses Typs sind allerdings erst später entstanden, so z. B. Weststraße 19 von 1785.

- Am Westenfeuermarkt (eigentlich: Westenvormarkt) wurde im Jahr 1886 das Kreisständehaus erbaut. Der im neugotischen Stil errichtete Bau diente als Sitz der Kreisverwaltung und ist auch heute noch sehr gut erhalten.

- In der Nähe steht der viereckige Buddenturm, der letzte von ehemals 22 zur mittelalterlichen Stadtbefestigung gehörenden Wehrtürmen. Er wurde mehrfach umgebaut und dient heute als Heimatstube. Die Soestwarte auf dem Höxberg ist eines der letzten Zeugnisse der einst die Feldmark umschließenden Landwehr.

- Der jüdische Friedhof liegt im Bereich der einstigen Wallanlagen, direkt außerhalb der ehemaligen Stadtmauer. Er wurde 1690 erstmals urkundlich erwähnt. Hier finden sich noch mehrere Grabsteine des 18. bis 20. Jahrhunderts.

- Im Jahre 1938 wurde beim Bau der Reichsautobahn zwischen Beckum und Oelde in der Bauerschaft Hesseler (Ortsteil Vellern) die Überführung Weg Hesseler errichtet, die erste Spannbetonbrücke über eine Autobahn in Deutschland. Sie ist im Jahr 2012 abgebaut und auf dem nahegelegenen Rastplatz Vellern als Denkmal wieder aufgebaut worden.[24]

- Fernmeldeturm Beckum, einer der ältesten Fernmeldetürme in Stahlbetonbauweise in Deutschland. Er wurde 1952 von der Deutschen Bundespost für die Fernseh-Übertragungsstrecke Hamburg–Köln (Richtfunk) des damaligen NWDR errichtet.

### Freizeit und Kultur
Rund um Beckum gibt es ca. 370 km Radwege. So beispielsweise der Werse-Radweg, die 100-Schlösser-Route, die Zementroute und die Römer-Lippe-Route.
Der Hauptwanderweg X1 von Olfen nach Lippstadt und ein Streckenabschnitt der Münsterland-Reitroute verlaufen durch die Stadt.
In Stadtnähe liegen einige renaturierte Steinbrüche, die zu Naherholungsgebieten ausgebaut wurden, wie z. B. der Phoenix Aktivpark mit großem Spielplatz und einer Kletterwand des Deutschen Alpenvereins (DAV), oder die Freizeitanlage am Tuttenbrocksee mit Badestrand und einer Wasserski-Anlage.
Waldgebiete, wie der Höxberg (mit Trimm-dich-Pfad und Wildtiergehege) oder der Vellerner Brook, bieten Wanderern gut erschlossene Wege, Park- und Einkehrmöglichkeiten.
In der Innenstadt stehen mehrere Park- und Grünanlagen als Ruheoasen zur Verfügung. Mehrere Hotels in und um Beckum gewährleisten die Unterbringung von Touristen.
Des Weiteren besitzt Beckum eine große Anzahl verschiedener Sportstätten wie z. B. Hallen- und Freibäder, Sporthallen, Sportplätze, Tennisanlagen und Reitanlagen.
Weitere kulturelle Einrichtungen sind das Stadtmuseum im alten Rathaus mit einer Dauerausstellung zur Beckumer Stadtgeschichte, einem Karnevalsmuseum und wechselnden Ausstellungen, das Stadttheater mit seiner Kulturinitiative Filou, die Museumsschmiede Galen und das Zementmuseum.

Open-Air-Kino auf dem Marktplatz

### Regelmäßige Veranstaltungen
- Karneval: Sessionseröffnung am 11.11. und mehrere Umzügen zwischen Weiberfastnacht und Klingeldienstag
- Beckumer Spitzen: Kabarett-Programm im Stadttheater Beckum
- Tanz in den Mai: 30. April, Marktplatz Beckum
- Schützenfeste: Juni bis September in allen Ortsteilen
- Stadtfest Neubeckum: erstes Wochenende im Juni
- Beckumer Sommer: „Umsonst und draußen“ – Kunst und Musikveranstaltungen in Beckum und Neubeckum
- Internationales Stabhochsprungmeeting der Frauen: Jahnstadion Beckum, August oder September
- Autocross-Rennen: Ortsteil Vellern, August
- Pütt-Tage: Stadtfest in Beckum, erstes Wochenende im September
- Fest der Kulturen: Westenfeuermarkt Beckum, September
- verkaufsoffene Sonntage und Moonlight-Shopping
- Musik im alten Pfarrhaus: Kammermusikkonzerte, Ortsteil Vellern
- Weihnachtsmärkte: alle Ortsteile

### Brauchtum

#### Zünfte, Gilden und Bruderschaften
Seit dem Mittelalter haben sich in Beckum einige Handwerksgilden (Ämter) erhalten. Bei den jährlich stattfindenden Captansfesten werden die alten Zeremonien und Bräuche durch ihre Mitglieder weitergeführt.
- Schmiedeamt (seit 1548)
- Krameramt
- Gilde der Schumacher, Friseure und Sattler (erstmals urkundlich erwähnt 1441)
- Bäcker- und Fleischeramt
- Schreineramt

Eine Besonderheit stellt die Bruderschaft der Beckumer Bauknechte dar. Ihre seit über 550 Jahren überlieferten und auch heute noch durchgeführten Heischegänge können wohl als Vorgänger des Beckumer Karnevals angesehen werden.

#### Karneval

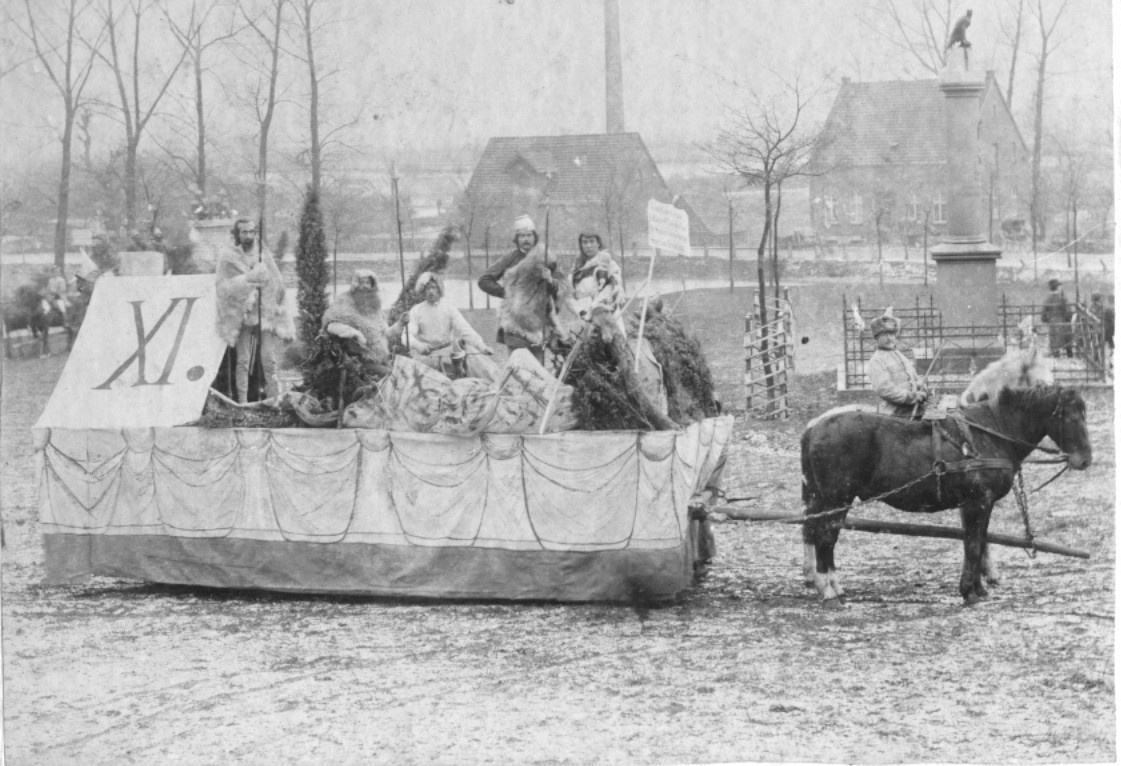
Wagen aus dem Rosenmontagsumzug von 1893

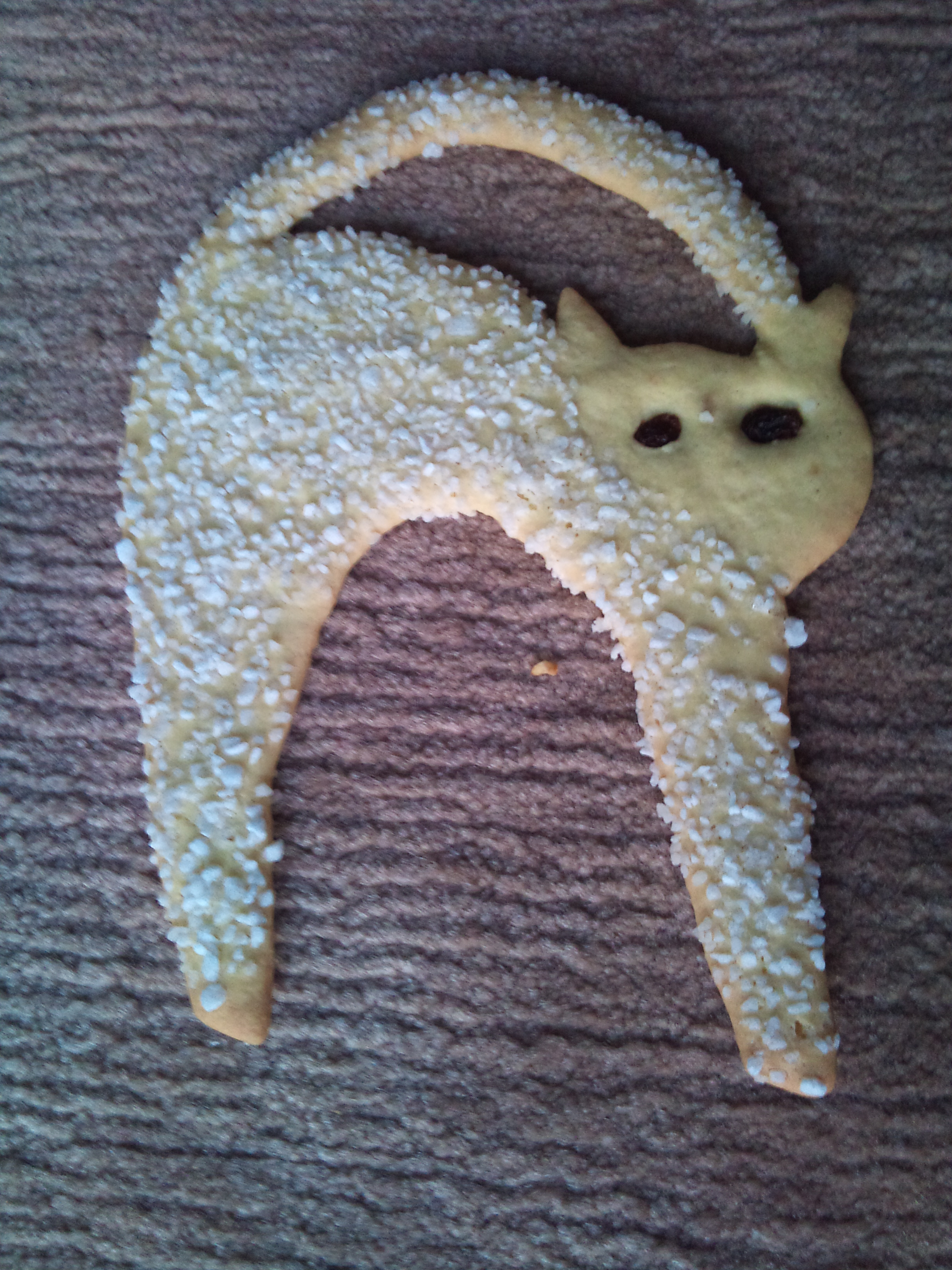
Rumskedi-Kater als Backware

Als eine Hochburg des westfälischen Karnevals ist der alljährliche Rosenmontagsumzug weit über die Stadtgrenzen hinaus bekannt. 1895 lief in Beckum mit neun Wagen der größte Rosenmontagszug in Westfalen. Da in den folgenden Jahren immer mehr Wagen gebaut und Vereine gegründet wurden, hatte er 2012 bereits eine Größe von 42 Wagen und 43 Fußgruppen und eine Zuschauerzahl von mehr als 20.000.
Das Wahrzeichen des Beckumer Karnevals ist seit vielen Jahren der Rumskedi-Kater. Er stellt einen buckelnden, schwarzen Kater dar. Für ihn wurde vor einigen Jahren ein Wagen des Karnevalszuges gebaut. Da dieser mit Wasser spritzt, ist er für die Zuschauer des Zuges eine besondere Attraktion. Zahlreiche Vereine nehmen heute aktiv an den Umzügen zu Weiberfastnacht, am Karnevalssonntag (Kinderkarneval) und am Rosenmontag teil.
Zwischen dem 11.11. und Rosenmontag feiern viele Karnevalsvereine ihre traditionellen Sitzungen mit buntem Bühnenprogramm, Tänzen, Büttenreden und Gesang. Um den Beckumer Karneval hat sich ein eigenes Liedgut entwickelt.
Im Stadtmuseum informiert eine Karnevalsausstellung ganzjährig über diese Tradition. Eine gedruckte Karnevals-Chronik beschreibt ebenfalls umfangreich auf 680 Seiten die Geschichte und Entwicklung des Beckumer Karnevals.

##### Rosenmontagszug 2009
Wegen eines schweren Unfalls beim Sturm auf das Rathaus, bei dem der Stadtprinz und zwei Hofmarschalle verletzt wurden, verschob man den Rosenmontagszug kurzfristig auf den Pfingstsonntag. Es kamen dabei über 60.000 Besucher.

## Wirtschaft, Bildung und Infrastruktur

### Verkehr

Bahnhof Beckum-Neubeckum

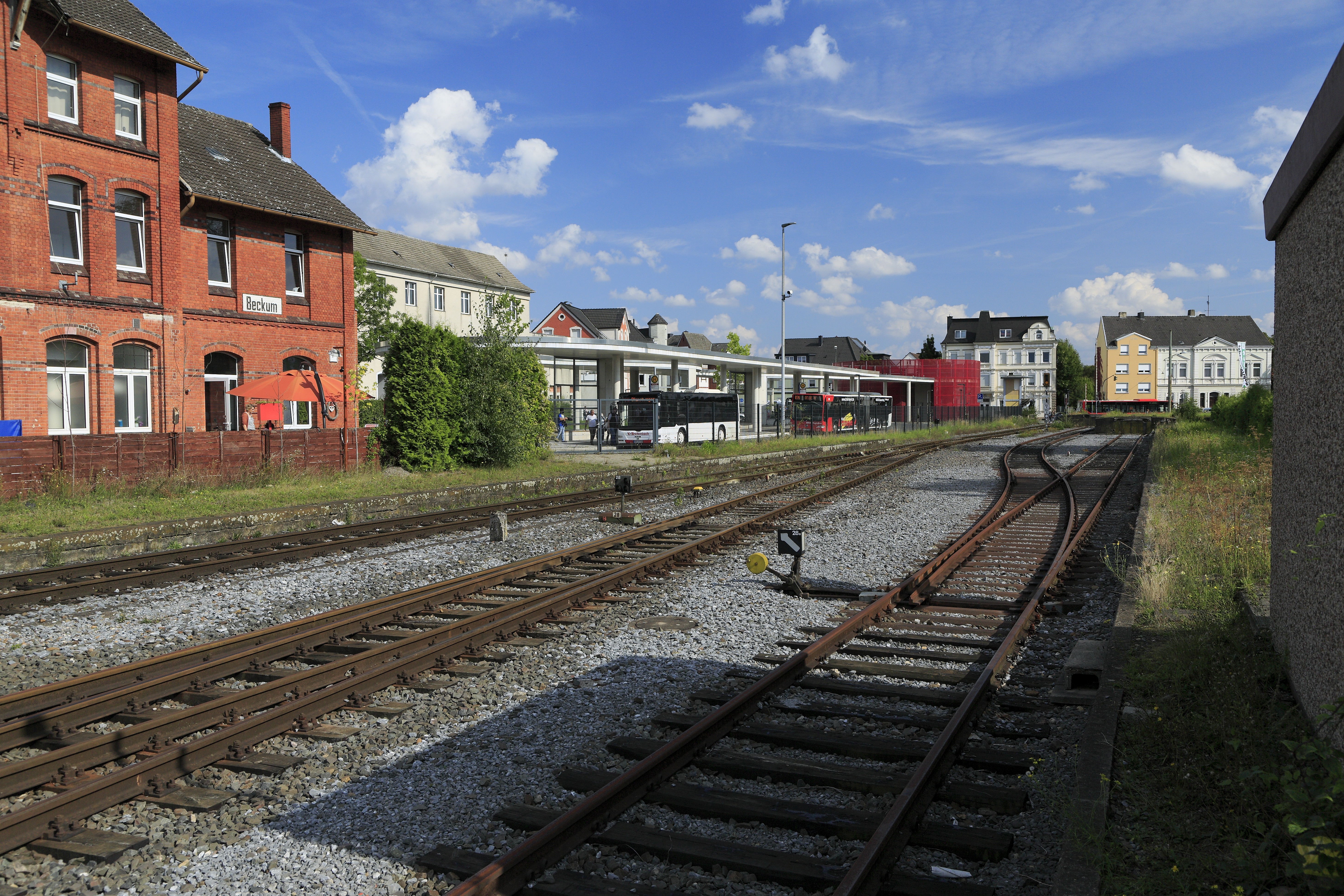
Alter Bahnhof und neuer Busbahnhof (hinten) Beckum

#### Eisenbahnverkehr
Der Bahnhof Beckum-Neubeckum liegt an der Bahnstrecke Hamm–Minden. Am Bahnhof Beckum-Neubeckum halten jeweils im Stundentakt der RE 6 „Rhein-Weser-Express“ Köln/Bonn Flughafen – Düsseldorf – Dortmund – Hamm – Bielefeld – Minden (National Express) und die RB 69 „Ems-Börde-Bahn“ Münster–Hamm–Bielefeld (Eurobahn), so dass insgesamt ungefähr ein Halbstundentakt besteht.
Zukünftig sollen die beiden bestehenden Linien durch die Linien RRX 4 und RRX 6 des Rhein-Ruhr-Express ersetzt werden.
Des Weiteren verläuft die nicht elektrifizierte Bahnstrecke Münster–Warstein der Westfälischen Landes-Eisenbahn (WLE) durch das Beckumer Stadtgebiet. Diese wird ausschließlich von Güterzügen befahren und dient in erster Linie der Versorgung der heimischen Zementwerke mit reinem Kalkstein aus Warstein. Die Wiederaufnahme des 1975 eingestellten Personenverkehrs auf dem Abschnitt zwischen Münster und Sendenhorst wurde inzwischen beschlossen und wird voraussichtlich im Jahr 2024 erfolgen. Für die Reaktivierung des Abschnitts von Sendenhorst über Beckum bis Lippstadt wurde eine Machbarkeitsstudie in Auftrag gegeben.

#### Straßenverkehr
Beckum verfügt über eine Anschlussstelle an der A 2 Oberhausen–Hannover–Berlin.
Die B 58 (Straelen–Langenberg) und die B 475 (Emsdetten–Soest) durchqueren die Stadt.
Die B 61 verlief bis in die 2010er Jahre auch durch die Stadt, wurde dann aber wegen der parallel verlaufenden Autobahn A 2 zur L 586 und L 507 herabgestuft.

#### Busverkehr
Da der Stadtteil Neubeckum und damit auch der Bahnhof ca. 5 km entfernt vom Stadtteil Beckum gelegen ist, gibt es in Beckum einen separaten Busbahnhof, der regelmäßig von Regionalbussen, Stadtbussen und einer Schnellbuslinie angefahren wird.
Regionalbusse fahren vom Busbahnhof aus nach Lippetal, Wadersloh, Lippstadt, Oelde, Warendorf, Ennigerloh, Ahlen und Hamm. Zwei Linien verbinden Beckum mit Neubeckum. Stündlich fährt ein Schnellbus über Neubeckum, Ahlen-Vorhelm und Sendenhorst nach Münster. An Wochenenden wird der Fahrplan durch zwei Nachtbuslinien nach Münster und Lippstadt sowie im Sommer durch eine Fahrradbuslinie nach Münster ergänzt.
Der Omnibusverkehr wird durch das Verkehrsunternehmen Regionalverkehr Münsterland (RVM) durchgeführt.
Am Beckumer Busbahnhof halten folgende Regional-, Schnell- und Nachtbuslinien:
| Linie | Verlauf | Takt                                              |
| ----- | --- | ------------------------------------------------- |
| S30   | Münster (Westf) Hbf – Albersloh – Sendenhorst – Tönnishäuschen – Vorhelm – Neubeckum – Beckum                                                              | 60 min (Mit einzelnen Verstärkern Mo–Fr)          |
| R37   | Beckum Busbahnhof – Dolberg – Hamm (Westf) Hbf | 60 min (Mo–Fr), 120 min (Sa)                      |
| R38   | Beckum Busbahnhof – Ahlen | 60 min (Mo–Fr), 120 min (Sa)                      |
| R62   | Ennigerloh – Neubeckum – Beckum Busbahnhof | 30/60 min (Mo–Fr), 60 min (Sa), 120 min (So)      |
| R72   | Beckum Busbahnhof – Diestedde – Wadersloh | 60 min (Mo–Fr), 120 min (Sa), Zwei Buspaare (So)  |
| R76   | Beckum Busbahnhof – Vellern – Oelde | 60 min (Mo–So), 120 min (Sa)                      |
| N3    | Münster (Westf) Hbf – Münster MCC/Halle Münsterland – Wolbeck – Alverskirchen – Everswinkel – Freckenhorst – Westkirchen – Ennigerloh – Neubeckum – Beckum | Einzelne Fahrten (Fr auf Sa), 120 min (Sa auf So) |
| N11   | Beckum Busbahnhof – Diestedde – Wadersloh – Liesborn – Lippstadt Bustreff Bahnhof                                                                          | 120 min (Sa auf So)                               |

### Schulen und Bildungseinrichtungen
Grundschulen:
- Martinschule, Anton-Schulte Str. 4
- Grundschule an den Kastanien, Brinkmannstraße 3
- Sonnenschule
  - Standort Beckum, Obere Wilhelmstr. 109
  - Standort Vellern, Elsterbergweg 50
- Friedrich-von-Bodelschwingh-Schule, Rektor-Wilger-Straße 2
- Roncalli-Grundschule, Gustav-Moll-Straße 47

weiterführende Schulen:
- Sekundarschule Beckum, Windmühlenstraße 95
- Rosa-Parks-Gesamtschule, Turmstraße 11
- Albertus-Magnus-Gymnasium, Paterweg 8
- Kopernikus-Gymnasium, Vellerner Str. 15

Förderschulen:
- Astrid-Lindgren-Schule (Förderschwerpunkt: Sprache), Sonnenstraße 11
- Vinzenz-von-Paul-Schule  (Förderschwerpunkt: geistige Entwicklung), Holter 43–44

berufliche Bildung:
- Berufskolleg Beckum
  - Abteilung Technik & Informatik, Hansaring 11
  - Abteilung Gesundheit & Soziales, Kettelerstraße 7
  - Studienort Ahlen/Beckum/Oelde der Fachhochschule Münster, Studiengang Maschinenbau
- Kreishandwerkerschaft Steinfurt-Warendorf, Standort Beckum, Schlenkhoffs Weg 57

sonstige Bildungseinrichtungen:
- Volkshochschule Beckum-Wadersloh, Antoniusstraße 5–7
  - darin: Schule für Musik im Kreis Warendorf

### Ansässige Unternehmen

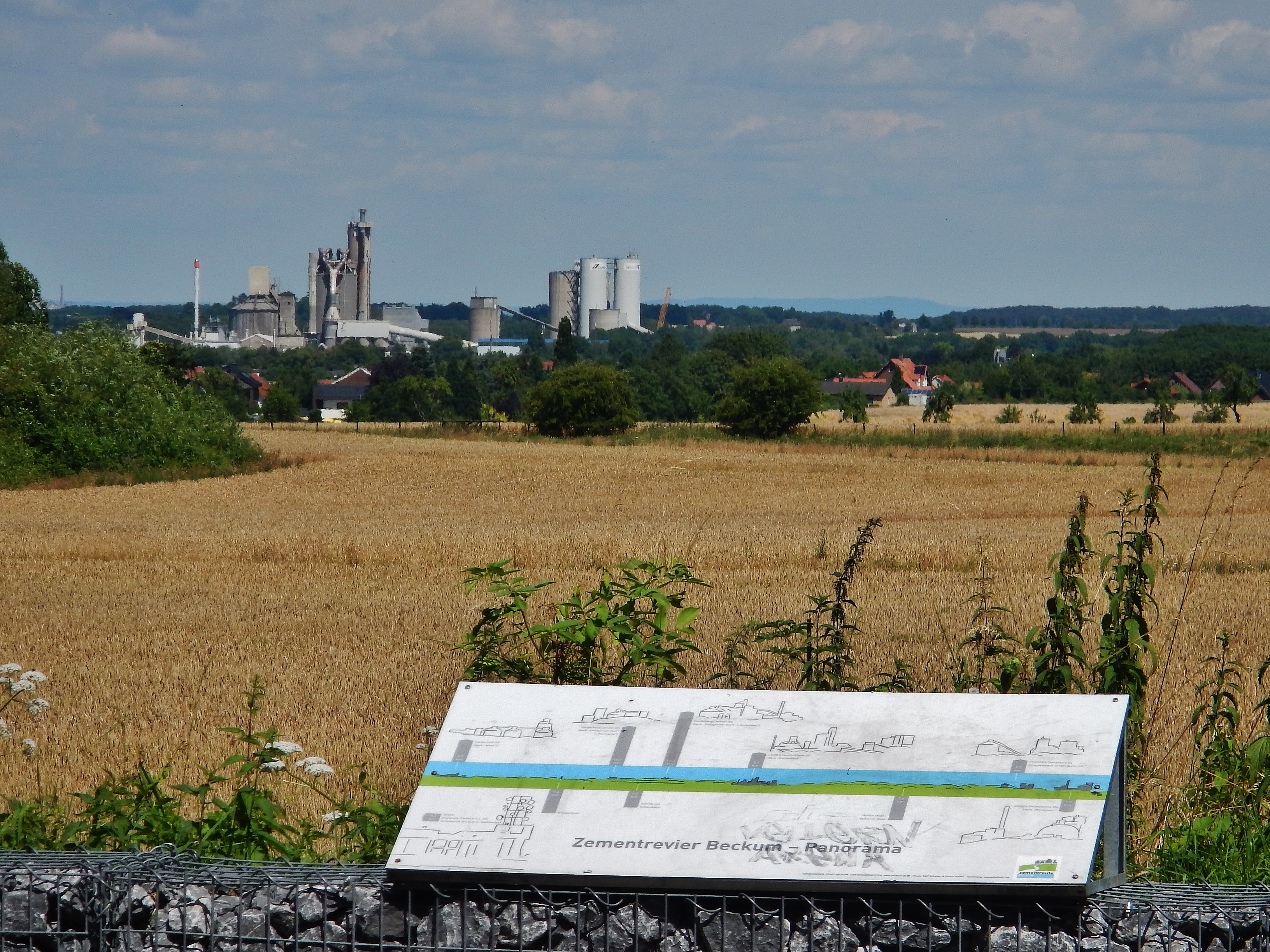
Panoramablick auf Zementrevier

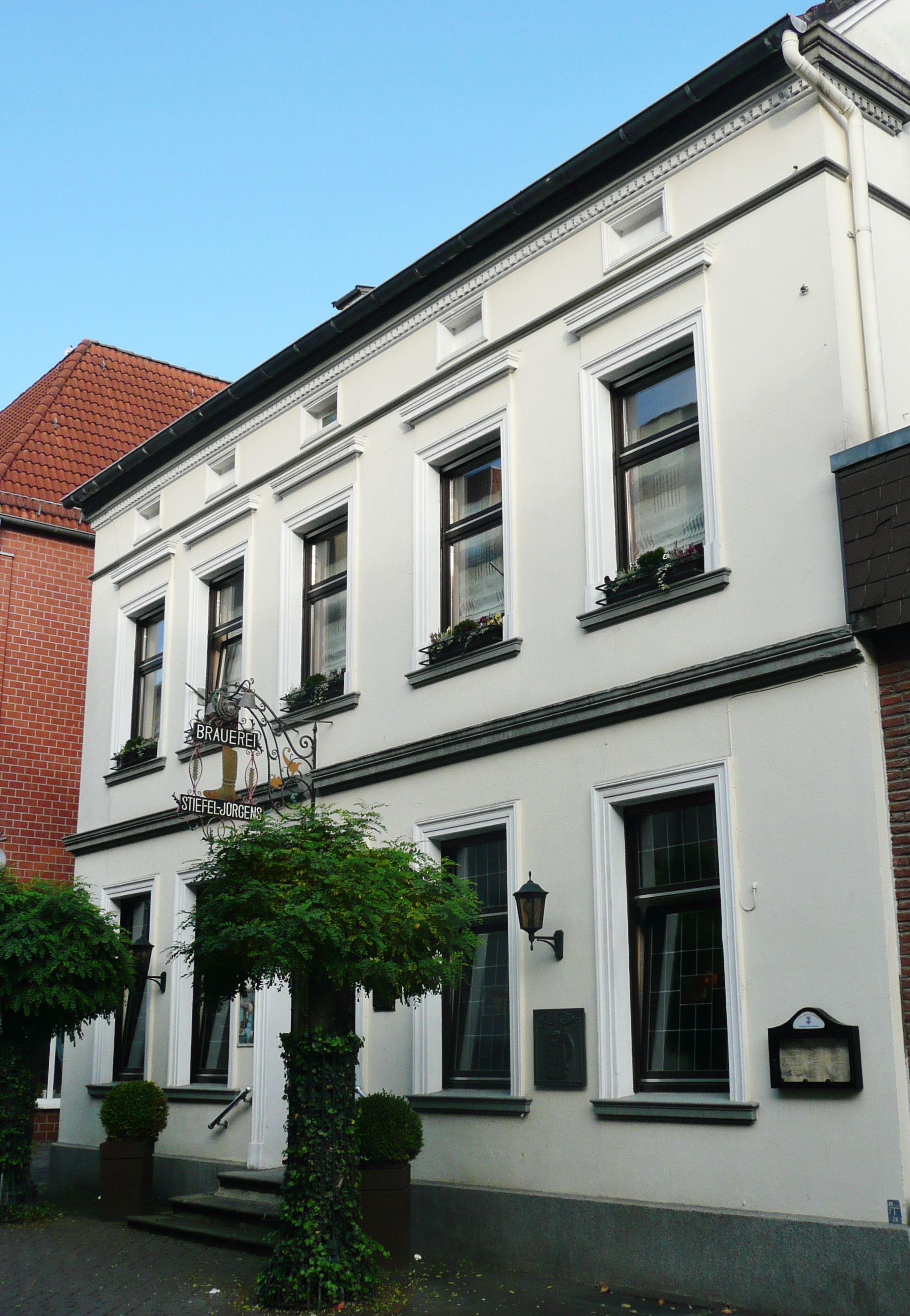
Brauhaus Stiefel Jürgens

Zahlreiche kleinere und mittelständische Unternehmen verschiedener Branchen sind in Beckum und den umliegenden Stadtteilen angesiedelt, z. B.:
Baustoffindustrie:
- Holcim
- Phoenix Zementwerke Krogbeumker
- Etex Germany Exteriors
- Ehl AG

Maschinen- und Anlagenbau:
- Beumer Group
- Thyssenkrupp Polysius GmbH
- Blumenbecker
- Balcke-Dürr
- Di Matteo Förderanlagen
- Knapheide Hydraulik Systeme
- Roscher Apparatebau

Logistik und Transport:
- B-Logistik
- Spedition Werner Ruploh
- Spedition Flüggen

Brauereien und Brennereien:
- Privatbrauerei Stiefel-Jürgens
- Kornbrand-Brennerei H. Hessling
- Kornbrennerei Friedrich Fröhlich

Sonstige:
- Berief Food (pflanzliche Bio Produkte)
- Schrader T+A Fahrzeugbau

Der Hebesatz für die Grundsteuer A liegt bei 235 %, für die Grundsteuer B bei 435 % und für die Gewerbesteuer bei 425 % (Stand Juli 2016).

### Einzelhandel

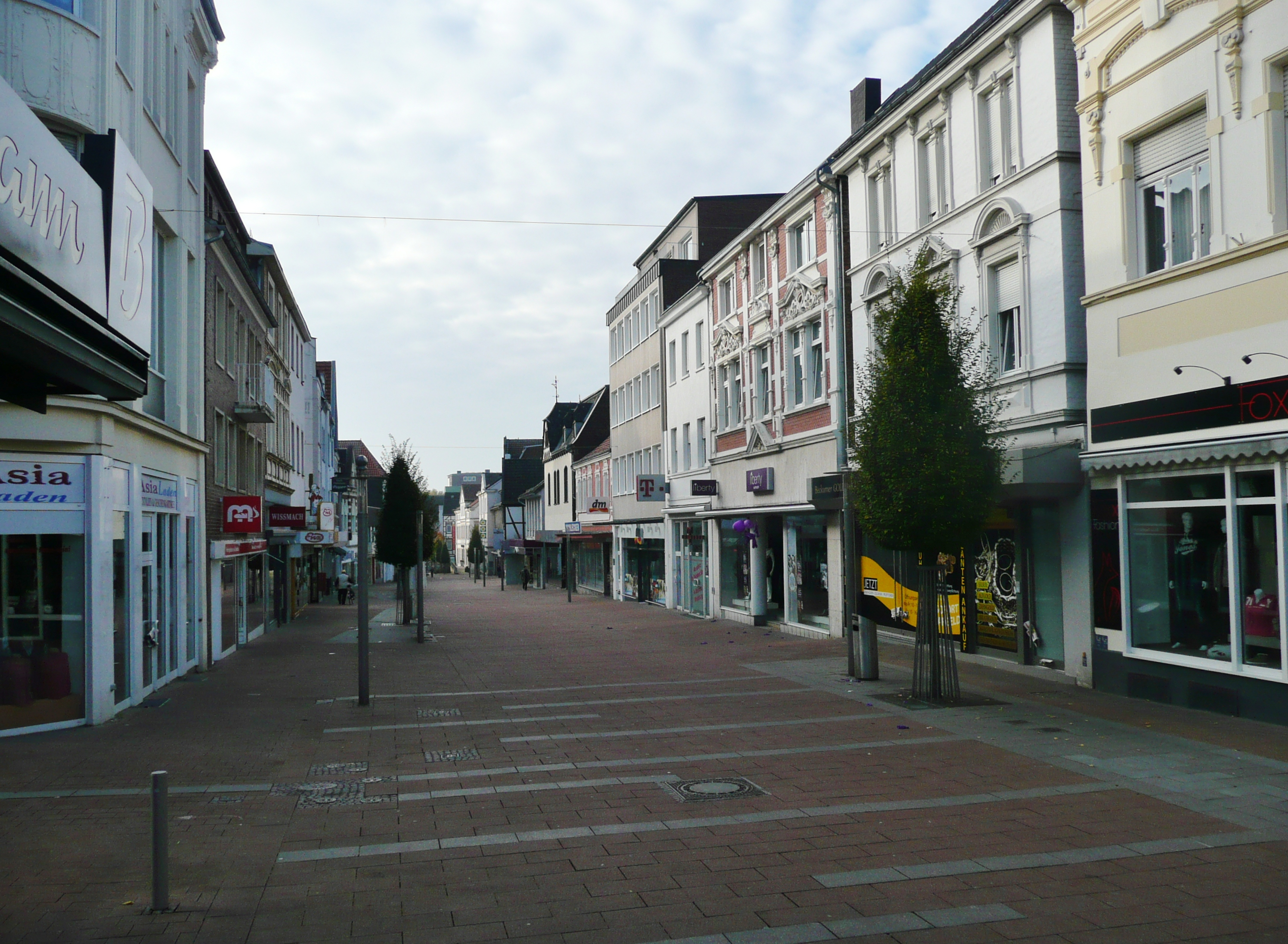
Fußgängerzone Nordstraße

In der Beckumer Innenstadt gibt es auf der Nord- und Weststraße eine Fußgängerzone mit zahlreichen Einzelhandelsgeschäften und Handwerksbetrieben des täglichen Bedarfs. Angrenzende Straßen sind zum Teil verkehrsberuhigt. Die Nordstraße wurde 1973 als Fußgängerzone ausgebaut. In Stadtrandlage gibt es zudem zwei Nahversorgungszentren (Grevenbrede, Cheruskerstraße).
Der Ortsteil Neubeckum verfügt im Zentrum über eine verkehrsberuhigte Einkaufsstraße.
Auf dem Marktplatz in Beckum findet zweimal wöchentlich (Mittwoch und Samstag) und in Neubeckum auf dem Rathausplatz freitags ein Wochenmarkt mit frischen Erzeugnissen aus der Region statt.

### Land- und Forstwirtschaft
Der Anbau von Getreidesorten wie Gerste, Weizen und Hafer sowie der Anbau von Mais, Raps und vereinzelt Sojabohnen prägt die Landschaft rund um die Stadt Beckum. Hinzu kommt die Zucht von Schweinen und Geflügel sowie die Milchviehhaltung.
Die Forstwirtschaft spielt nur eine untergeordnete Rolle. Kleinflächig werden Weihnachtsbäume kultiviert.
Einige Wald- und Wiesengebiete und rekultivierte Steinbrüche stehen unter Naturschutz, z. B. das Naturschutzgebiet Brunsberg mit ausgewilderten Heckrindern, die ehemaligen Steinbrüche Friedrichshorst und Vellern oder das Waldgebiet Paterholz.

### Behörden und Institutionen

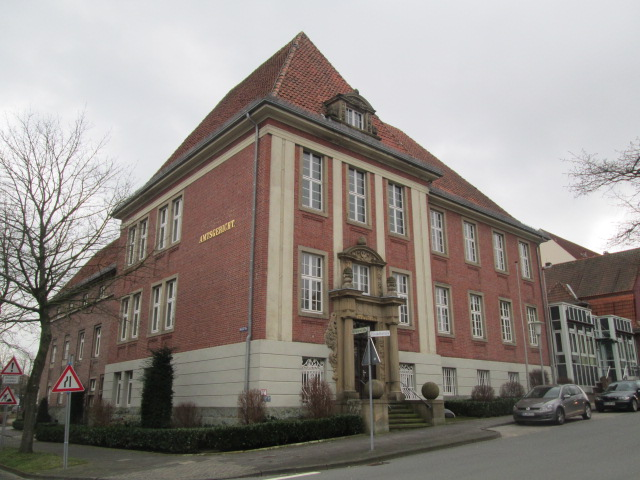
Amtsgericht Beckum

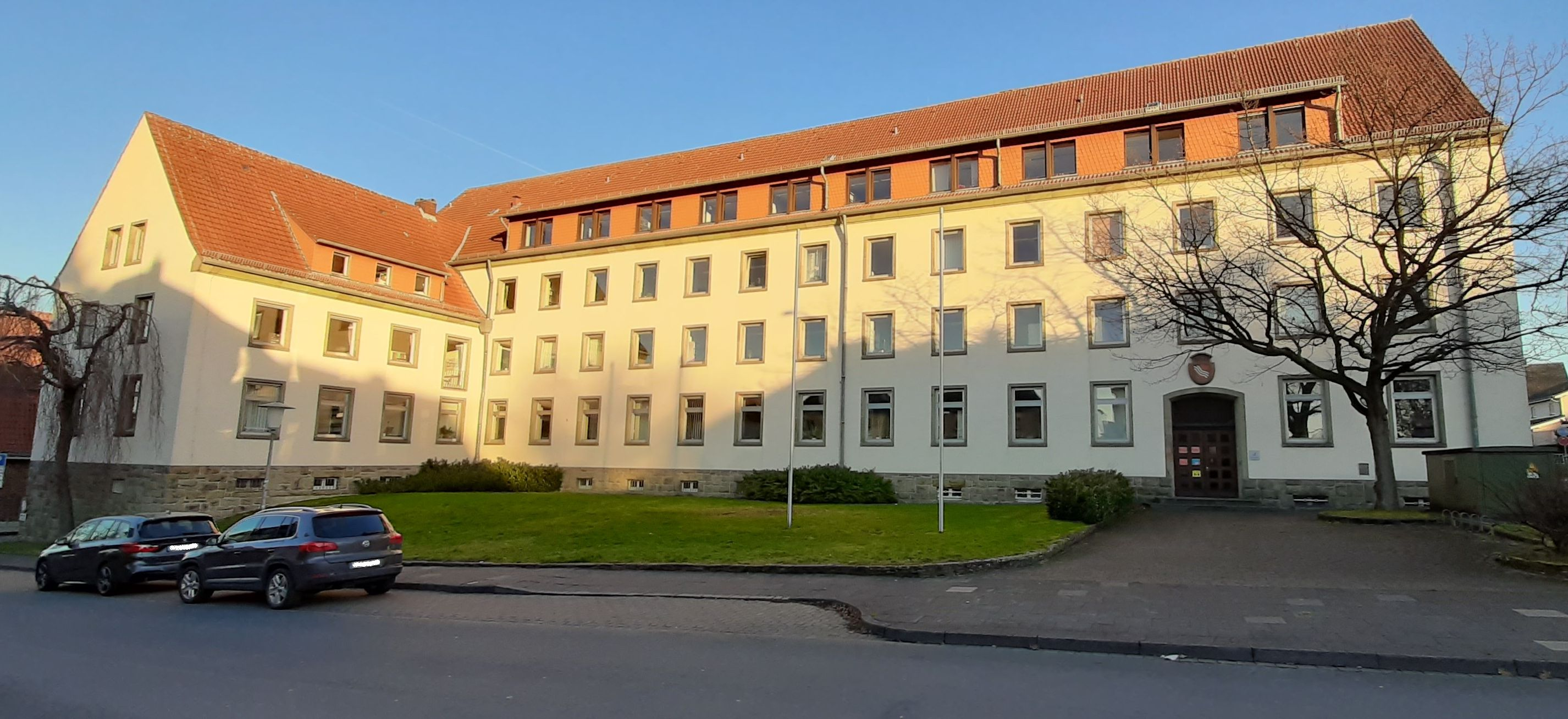
Finanzamt Beckum

- Stadtverwaltung und Bürgerbüro im neuen Rathaus[39], Weststraße 46
- Polizeiwache Beckum, Kettelerstraße 8
- St.-Elisabeth-Hospital[40], Elisabethstraße 10
- Amtsgericht Beckum[41], Elisabethstraße 15–17
- Finanzamt Beckum[42], Paterweg 25
- Zollamt Beckum[43], Konrad-Adenauer-Ring 44
- Kfz-Zulassungsstelle des Straßenverkehrsamtes[44], Auf dem Tigge 21a
- Bundesagentur für Arbeit, Schlenkhoffs Weg 55
- Jobcenter des Kreises Warendorf, Anlaufstelle Beckum, Dalmerweg 77
- Freiwillige Feuerwehr Beckum[45]
  - Feuer- und Rettungswache Beckum, Münsterweg 11
  - Feuer- und Rettungswache Neubeckum, Wickingstraße 17
  - Feuerwehrhaus Vellern, Dorfstraße 48
- Technisches Hilfswerk (THW)[46], Ortsverband Beckum, Siemensstraße 11
- Deutsches Rotes Kreuz (DRK), Ortsverein Beckum, Obere Wilhelmstraße 124

## Persönlichkeiten

### Ehrenbürger
- Theodor Anton Brüning (1822–1911), Amtmann der Stadt Beckum
- Carl Fehling (1860–1933), Bürgermeister
- Alfred Moll (1878–1965), Ratsmitglied und Förderer des Ortsteils Neubeckum
- Clemens Sprenker (1883–1968), Gemeindebürgermeister des Kirchspiels Beckum sowie seit März 1946 auch Amtsbürgermeister des Amtes Beckum
- Curt Prüssing (1896–1988), Industrieller, Geschäftsführer und Aufsichtsratsvorsitzender der Firma Polysius
- Heinrich Haverkemper (1901–1989), Kommunalpolitiker
- Schwester Maria Blanda, geb. Anita Bußmann (1898–1980), Ordensschwester, langjährige Betreuerin von Waisenkindern
- Max Hagedorn (1904–1998), Nachkriegsbürgermeister, Träger des Bundesverdienstkreuzes 1. Klasse
- Heinrich-Gerhard Bücker (1922–2008), Maler und Bildhauer
- Rudolf Dunker (1916–2008), 1945 Kommandant der Stadt Beckum. Übergab die Stadt kampflos an die amerikanischen Streitkräfte[47]

### Söhne und Töchter der Stadt
- Stephan Overgaer (≈1627–1713), Priester und Abt des Klosters Hardehausen
- Henrich Mencke (1677–1727), Orgelbauer
- Bernardus Estinghausen (1700–1769), Abt des Klosters Marienfeld
- Bernhard Dreymann (1788–1857), Orgelbauer
- Georg Hagemann (1832–1903), Philosoph
- Ferdinand Krüger (1843–1915), Dichter und Arzt
- Pauline Horson (1858–1918), Sopranistin und Kammersängerin
- Benno Happe (1880–1978), Heimatdichter
- Bernhard Spetsmann (1892–1974), christlicher Politiker und Gewerkschafter
- Karl Vossschulte (1907–2001), Mediziner, von 1951 bis 1976 Ordinarius für Chirurgie an der Justus-Liebig-Universität Gießen
- Heinrich Gerhard Bücker (1922–2008), Maler und Bildhauer christlicher Themen, Ehrenbürger der Stadt Beckum
- Uri Avnery (1923–2018), israelischer Publizist und Friedensaktivist
- Franz-Josef Steffens (1923–2006), Schauspieler, Synchronsprecher, Sprecher in zahlreichen Hörspielen
- Franz Norbert Mennemeier (1924–2021), Literaturwissenschaftler und Schriftsteller
- Hans Vogt (1924–2015), Jurist und Heimatforscher
- Karl Theodor Friedhoff (1932–2018), Veterinärmediziner und Parasitologe, seit 1970 Professor für Parasitologie an der Tierärztlichen Hochschule Hannover (TiHo)
- Franz-Josef Ortkemper (1939–2021), Priester und Bibelwissenschaftler
- Heinz-Joachim Peters (* 1950), seit 1981 Professor für Rechts- und Kommunalwissenschaften an der Hochschule Kehl
- Ludger Schulze (1950–2022), Sportjournalist und Autor
- Udo Horsmann (* 1952), Fußballspieler
- Heinz-Josef Friehe (* 1954), Präsident des Bundesamts für Justiz
- Christof Griese (* 1957), Jazzmusiker (Saxophon und Querflöte), -komponist und -arrangeur
- Ralf Teckentrup (* 1957), Wirtschaftsingenieur
- Michael Westhagemann (* 1957), Hamburger Wirtschaftssenator
- Winfried Vahland (* 1957), Manager
- Thomas Trampe-Brinkmann (* 1960), Politiker der SPD, von 2005 bis 2010 Mitglied des Landtages von Nordrhein-Westfalen
- Jürgen Goldstein (* 1962), Philosoph
- Rudolf Grothues (* 1963), Geograph und Politiker
- Michael Ewig (* 1964), Biologiedidaktiker
- Inka Martí (* 1964), deutsch-spanische Journalistin, Schriftstellerin und Fotografin
- Karin Arndt (* 1965), politische Beamtin
- Ralf Feldotto (* 1965), Offizier und Vizepräsident des Bundesamtes für den Militärischen Abschirmdienst
- Hildegard Niemann (* 1966), Biologin und Papageienexpertin
- Detlef Sittel (* 1967), deutscher Kommunalpolitiker, Erster Bürgermeister und Beigeordneter der Landeshauptstadt Dresden
- Thomas Möller (* 1967), Fußballspieler
- Rolf Aldag (* 1968), Radrennfahrer
- Andrea Vannahme geb. Krätzig (* 1968), Fernsehmoderatorin beim RBB
- Markus Voeth (* 1968), Betriebswirt und Hochschullehrer
- Kai Windhövel (* 1971), Theaterschauspieler
- Markus Höner (* 1975), Politiker (CDU)
- Jörg Halubek (* 1977), Organist, Cembalist, Dirigent und Professor in Linz
- Markus Bollmann (* 1981), Fußballspieler
- Christine Dohler (* 1981), Schriftstellerin
- Luise Brinkmann (* 1985), Regisseurin
- Nils-Ole Book (* 1986), Fußballspieler
- Michael Wiemann (* 1987), Fußballspieler
- Philipp Kühn (* 1992), Fußballtorwart
- Marian Michalczik (* 1997), Handballspieler, U20 Vize-Europameister 2016
- Jana Tscheptschenko (* 2005), Hapkido-Weltmeisterin 2022[48]

### Persönlichkeiten, die mit Beckum verbunden sind
- Wilhelm Emmanuel von Ketteler (1811–1877), 1844–1846 Kaplan an St. Stephanus, späterer „Sozialbischof“, 1850–1877 Bischof von Mainz und deutscher Politiker (Zentrumspartei). Er gründete 1848 das St.-Elisabeth-Hospital am Ort.
- Johann Bernhard Brinkmann (1813–1889), 1844–1846 Kaplan an St. Stephanus, von 1870 bis 1889 Bischof von Münster
- Hermann Stammschröer (1890–1957), 1941–1945 im KZ Dachau inhaftiert, 1946–1950 Pfarrdechant an St. Stephanus
- Martin Baltzer (1898–1971), deutscher Marineoffizier, zuletzt Vizeadmiral im Zweiten Weltkrieg
- Heinrich Oenning (1904–1977), 1941–1942 im KZ Dachau inhaftiert, 1951–1975 Pfarrdechant an St. Stephanus (ab 1967 Propst)
- Herbert Benedikt (1925–1987), Maler und Grafiker, geboren in Wien, siedelte nach Neubeckum um, Malerei des Phantastischen Realismus der Wiener Schule, Bilder in der Sammlung des Kreises Warendorf, im Museum Abtei Liesborn und in Privatsammlungen
- Max Georg Freiherr von Twickel (1926–2013), 1953 Kaplan an St. Stephanus, Offizial (seit 1970) und Weihbischof (seit 1973) in Vechta
- Reinhard Lettmann (1933–2013), 1959 Kaplan an St. Stephanus, von 1980 bis 2008 Bischof von Münster
- Peter Paziorek (* 1948), deutscher Politiker, von 1983 bis 1990 Stadtdirektor in Beckum, Mitglied des Deutschen Bundestages und 2005 bis 2007 Parlamentarischer Staatssekretär, von 2007 bis 2011 Regierungspräsident in Münster
- Wendelin Wiedeking (* 1952), aufgewachsen in Beckum, von 1993 bis 2009 Vorsitzender des Vorstandes der Porsche AG
- Mechthild Ross-Luttmann (* 1958), aufgewachsen in Beckum, von 2005 bis 2010 Ministerin für Soziales, Frauen, Familie und Gesundheit des Landes Niedersachsen
- Uwe Reckzeh (* 1958), in Beckum wohnender deutscher Musiker der elektronischen Musik
- Johannes Mecking (* 1962), von 2003 bis 2012 Propst und Pfarrer an St. Stephanus, seit September 2012 Propst und Kreisdechant der Stiftskirche St. Mariä Himmelfahrt (Kleve)
- Wilfried Theising (* 1962), von 1989 bis 1993 Kaplan an St. Stephanus, Weihbischof des Bistums Münster seit 2010
- Victor Smolski (* 1969), ehemals Gitarrist der deutschen Metal-Band Rage, wohnhaft in Beckum